# Foresta di Chantilly
La foresta di Chantilly (in francese: forêt de Chantilly) è una grande foresta francese di 6344 ettari situata nel territorio di sedici comuni facenti parte del dipartimento dell'Oise e della Val-d'Oise, 37 chilometri più a nord di Parigi.
La foresta si è costituita progressivamente grazie alle acquisizioni dei signori di Chantilly dal medioevo al XIX secolo con lo scopo di realizzare una riserva di caccia personale. Proprietà dell'Institut de France dal 1897, la foresta appartiene al Dominio di Chantilly ed è un ambiente protetto dal governo francese, sottoposta all'Office national des forêts (ONF). La popolazione della foresta è composta principalmente da un 48% di querce, 12% di pini silvestri e 9% di faggi.
La foresta accoglie inoltre una fauna specifica iscritta in Natura 2000 ed è stata giudicata da proteggere. Il territorio della foresta comprende inoltre sei monumenti storici da preservare. Ancora oggi la foresta è utilizzata occasionalmente come terreno di caccia e per cavalcate. Assieme alla foresta di Halatte ed alla foresta di Ermenonville è tra le tre foreste più grandi della Francia.

## Geografia

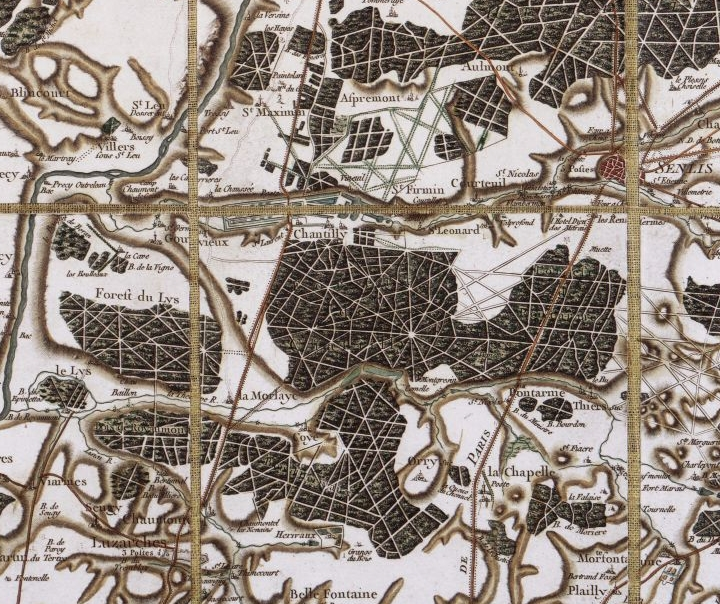
La foresta di Chantilly nel 1780 circa, carta di Cassini.

### Localizzazione
La foresta di Chantilly è situata a nord del bacino parigino e la Table, uno dei punti centrali della foresta, è situato ad esattamente 37 km da Parigi stessa. Essa appartiene alla regione forestiera del Valois ed è iscritta nell'Inventaire forestier national, così come nella regione silvicola (SER) del « Bassin parisien tertiaire ».
Si estende dal plateau di Creil a nord sino alla valle dell'Ysieux a sud, e dalla valle dell'Oise a ovest sino alla foresta d'Ermenonville a est, da cui è separata dall'autoroute du Nord. In realtà, la foresta è composta da più di una foresta:
- la parte centrale della foresta di Chantilly (2100 ettari)[4] è delimitata a sud dagli stagni di Commelles ed a nord dalla valle del fiume Nonette;
- la foresta di Pontarmé (1450 ettari)[4] costituente la parte orientale della foresta del complesso, che fiancheggia la foresta d'Ermenonville. Distinta per ragioni storiche, si confonde in realtà con la parte centrale;
- la foresta di Coye (1650 ettari)[4], a sud degli stagni di Commelles, al confine col dipartimento della Val-d'Oise;
- il bosco di Bonnet (435 ettari)[4] costituente l'estremità sud-ovest del complesso e situato presso il confine della Val-d'Oise;
- i boschi de la Coharde, de la Basse-Pommeraie e du Lieutenant (710 ettari) che sono situati sulla riva destra del fiume Nonette a nord della città di Chantilly e si trovano isolati dalle altre parti della foresta da inframmezzi dedicati all'agricoltura che pure appartengono all'Institut de France.

La foresta di Chantilly, che contiene precisamente 6344 ettari e 28 are di terreno nel 2006, si estende su tredici comuni del dipartimento dell'Oise con 5389 ettari, e tre comuni della Val-d'Oise con 952 ettari:
I numerosi boschi e la stessa foresta di Chantilly appartengono al dominio di Chantilly senza necessariamente essere compresi sotto la medesima tutela del resto del parco. Ad esempio tra i principali citiamo la foresta de la Haute-Pommeraie (671 ettari) e la foresta comunale di Creil (15 ettari) nella parte nord del complesso, il bosco di Guey dell'abbazia di Royaumont, la foresta di Lys (900 ettari) e la foresta comunale di Gouvieux (119 ettari) a ovest oltre al bosco di Gouy a Luzarches ed il bosco de la Croix di l'Oignon à Orry-la-Ville a sud del complesso.

### Topografia e geologia
La topografia della foresta è relativamente piana, con alcune altitudini di media portata comprese tra i 60 ed i 70 metri sul livello del mare. La sola altura isolata si trova nella parte settentrionale e raggiunge i 103 metri d'altezza. Alcune parti della foresta come quella di Coye, sono più accidentate e più alte e toccano un picco massimo di 135 metri sul livell del mare, come presso il comune di Orry-la-Ville. Per inverso, l'altitudine minima si tocca con soli 32 metri sul livell del mare in prossimità dell'abbazia di Royaumont a sud-ovest.
Geologicamente, la foresta occupa un vasto piano calcareo luteziano composto da sabbie di limonite che in certi punti crea delle dune. Solo la zona del bosco di Bonnet all'estremità sud-ovest del complesso presenta un profilo leggermente diverso con un substrato di gesso ricoperto poi da sabbia silicica. I fondovalle sono occupati da terreni alluvionali che spaziano da 12 a 14 metri sul livello del mare nella valle della Nonette sino ai 6 metri agli stagni di Commelles, ricoperto da paludi.

### Idrografia

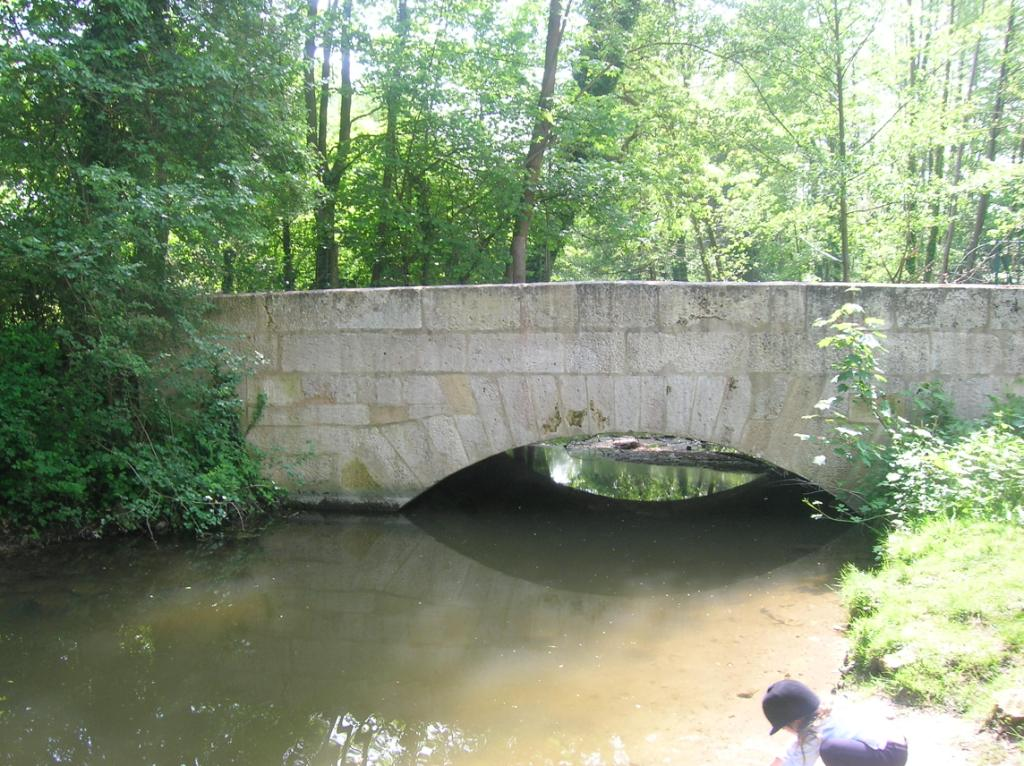
Il ponte Mandrou, sulla Thève, nei pressi degli stagni di Commelles.

Il territorio della foresta occupa il bacino dell'Oise di cui due affluenti costituiscono i principali corsi d'acqua. Questo corso d'acqua è stato giudicato di fondamentale importanza per mantenere le caratteristiche naturali dell'area: modificazioni del letto del fiume per i piani d'acqua di parchi e giardini, canalizzazioni per i mulini e stagni con peschiere sono presenti in tutta la superficie della foresta.
La Thève, lunga per un totale di 33 km, attraversa la foresta a sud. La sua valle è occupata perlopiù da stagni a bordo della foresta. Gli stagni di Commelles sono i più celebri ma vi si trovano anche gli stagni di Saint-André a est-nord-est di Thiers-sur-Thève, o ancora il Grand Vivier nei pressi dell'abbazia di Royaumont. Questi stagni artificiali sono stati creati come peschiere e luoghi di riproduzione per i pesci locali. Il corso della Thève si divide in due presso Lamorlaye verso la Vieille Thève a nord e la Nouvelle Thève a sud dove delimita la parte nord del bosco di Bonnet. Questa Nouvelle Thève è stata a suo tempo incanalata e diretta verso il parco del castello di Baillon, nel territorio di Asnières-sur-Oise.
La Nonette, lunga per un totale di 41 km, attraversa invece la parte settentrionale della foresta e la sua valle costituisce una separazione netta tra la parte centrale e i boschi situati sulla riva destra del fiume. Essa ha la particolarità di essere stata interamente canalizzata nel territorio del comune di Chantilly per i magnifici giardini del Castello di Chantilly progettati da André Le Nôtre che richiesero una trasformazione profonda del corso d'acqua a partire dal 1663.
Al confine sud della foresta, il torrente Flache, che discende dalla valle d'Hérivaux, si ricongiunge per parte del proprio corso con l'Ysieux, altro affluente dell'Oise. Costeggia a sud il bosco di Bonnet.

### Clima
La foresta di Chantilly dispone di un clima oceanico dolce e umido.
| Mese                        | Gen | Feb  | Mar  | Apr  | Mag  | Giu  | Lug  | Ago  | Set  | Ott  | Nov  | Dic  | Anno  |
| --------------------------- | --- | ---- | ---- | ---- | ---- | ---- | ---- | ---- | ---- | ---- | ---- | ---- | ----- |
| Temperatura max. media (°C) | 9   | 10,2 | 10,1 | 14,1 | 20,9 | 21,5 | 24,3 | 22,8 | 19,3 | 14,9 | 10,2 | 4,8  | 15,2  |
| Temperatura min. media (°C) | 3,5 | 1,2  | 3,7  | 4,6  | 10   | 11,5 | 13   | 13,7 | 8,6  | 6,5  | 4,3  | −0,3 | 6,7   |
| Piogge (mm)                 | 53  | 38   | 91   | 53   | 64   | 24   | 34   | 71   | 29   | 76   | 47   | 31   | 582,5 |

### Vie di comunicazione

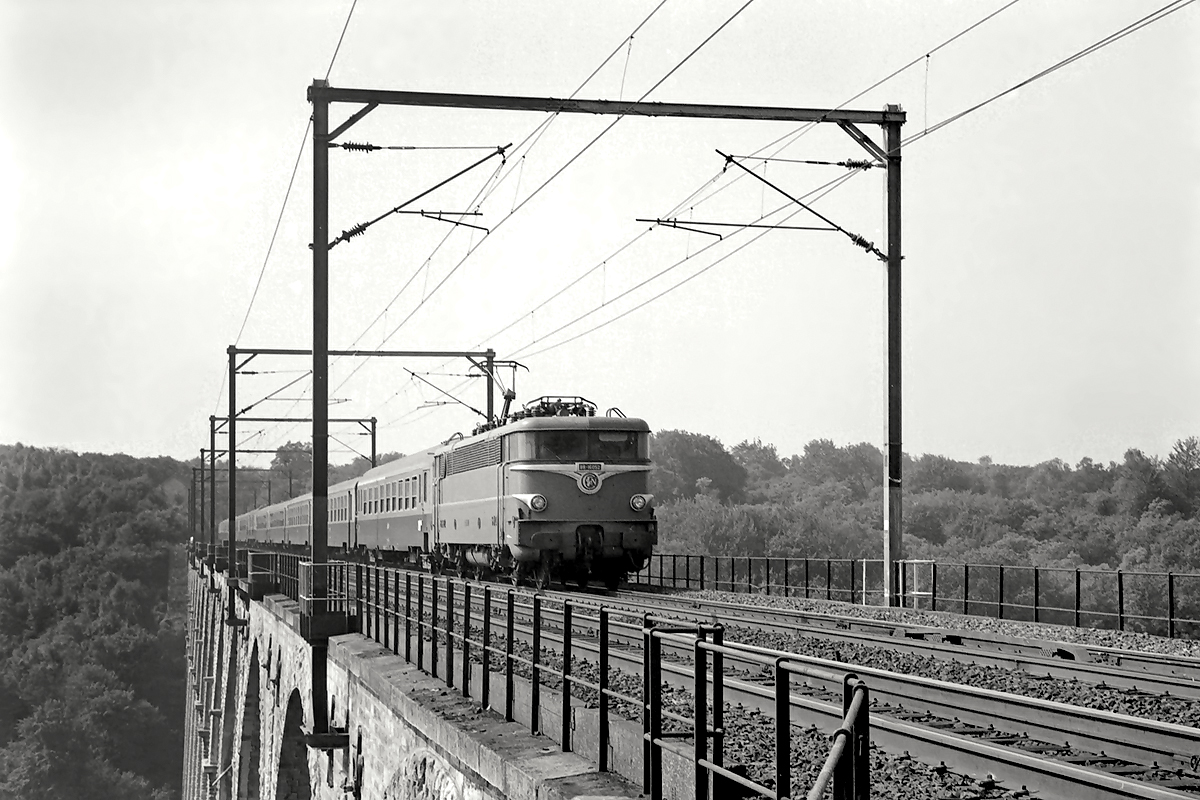
Treno sull'antico viadotto di Commelles nel 1975

#### Ferrovia
La foresta è attraversata dalla ferrovia Paris-Creil-Lille dal 1859. La linea ferroviaria è improntata sul viadotto di Commelles, a tre binari (ma costruito originariamente per quattro). Costruito in un avallo tra gli stagni, esso è stato progettato e realizzato dal 1980 al 1984 ed è andato a rimpiazzare un antico viadotto costruito dall'ingegnere Pinel tra il 1856 ed il 1859. L'antico ponte, inadatto alla circolazione ferroviaria attuale e con due soli binari, venne abbattuto definitivamente il 12 dicembre 1985. La foresta è così servita da tre stazioni poste nei suoi pressi: la gare de La Borne Blanche nel comune d'Orry-la-Ville, che serve unicamente i treni della linea D, la gare d'Orry-la-Ville - Coye al terminal della linea D1, ed infine dalla gare de Chantilly - Gouvieux che serve i treni della linea D3.

#### Strade

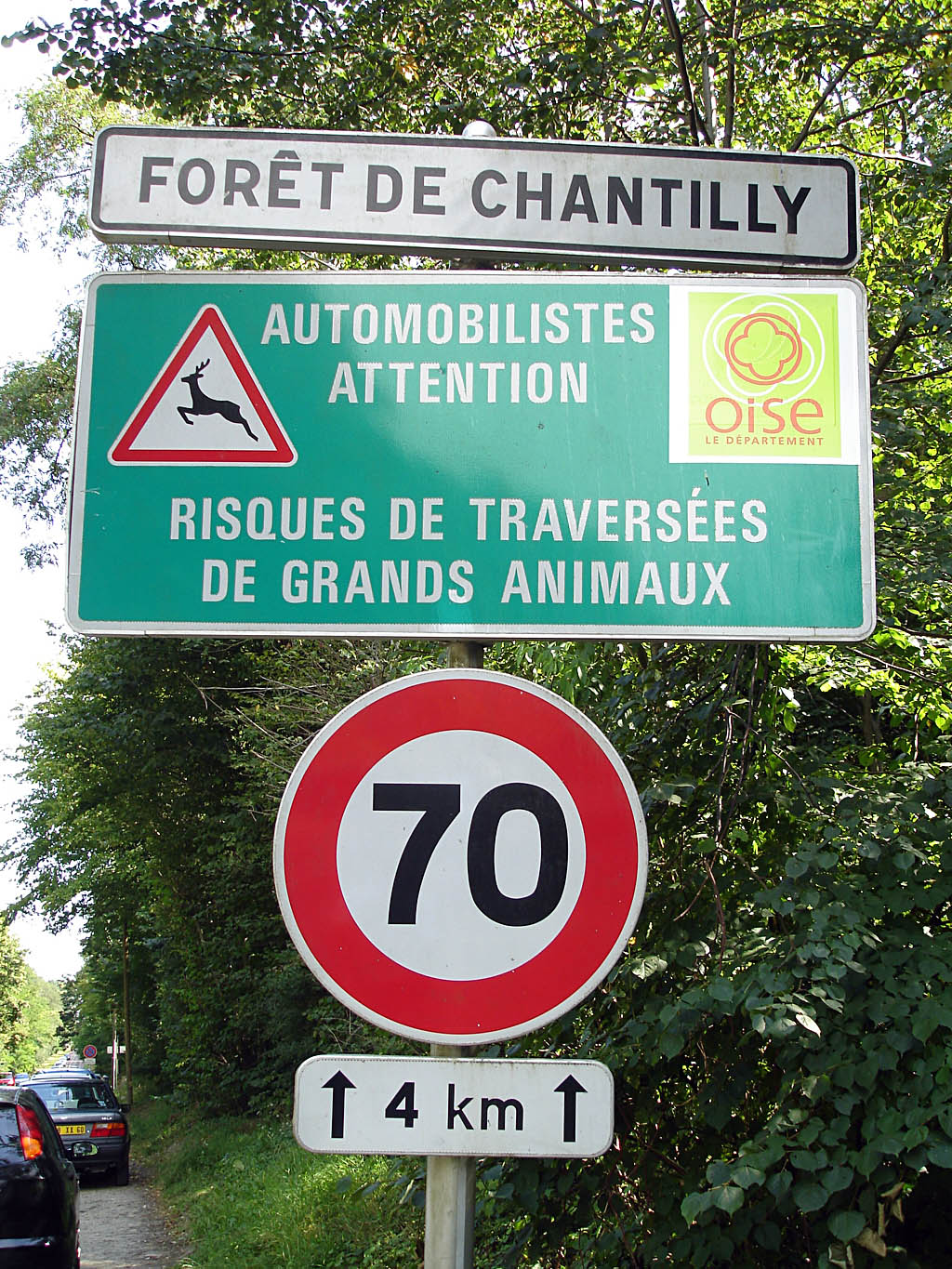
Il cartello d'ingresso nella foresta attira l'attenzione degli automobilisti sulla presenza di abbondante fauna selvatica.

L'autoroute A1 si trova al limitare est della foresta, tra Thiers-sur-Thève e Senlis, marcando così il confine con la foresta d'Ermenonville. Ella è attraversata così dal passaggio periodico degli animali tra le due foreste, pur essendovi un ecodotto situato a nord chiamato « pont des biches ». Malgrado la presenza di questo percorso non pochi animali preferiscono comunque attraversare l'autostrada direttamente.
Tre altre strade sono presenti nel territorio della foresta: la D1016, l'antica route nationale 16 tra Chaumontel e Lamorlaye, la D1017, antica route nationale 17, tra La Chapelle-en-Serval e Senlis e la D924A tra La Chapelle-en-Serval e Chantilly. Quest'ultima ha un limite di velocità di 70 km/h in ragione della traversata frequente di grandi animali (solo tra il 2003 ed il 2004 sono stati registrati 56 episodi di collisioni di automobili con cinghiali provenienti dalla foresta). Esistono inoltre dei sentieri per l'accesso agli stagni di Commelles.

## Storia

### Preistoria

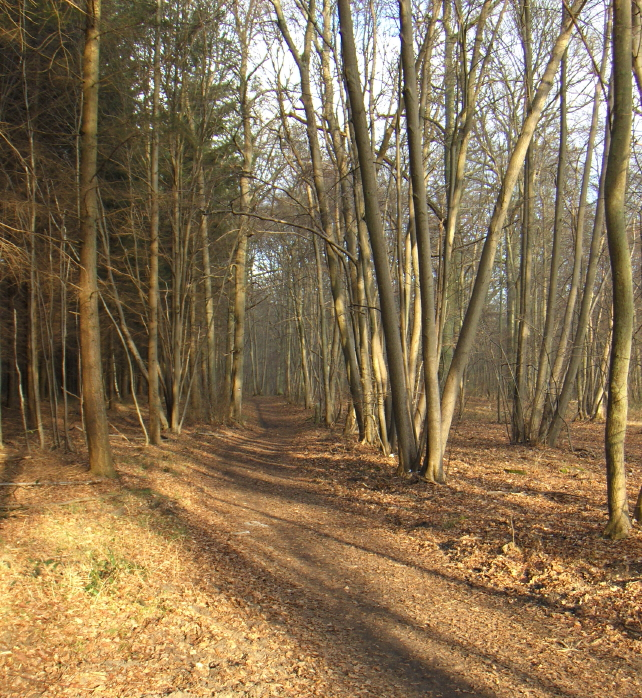
Il sentiero di Brunehaut tra le particelle 188 e 189

All'epoca del Neolitico, circa 3000 anni fa, in loco si trovava una foresta densamente popolata di alberi e l'analisi dei pollini ha dato in prevalenza la presenza di querce, tigli ed olmi. È a partire da questo periodo che iniziarono ad installarsi le prime popolazioni di agricoltori stabili e quindi un consequenziale disboscamento, seppur limitato. Di quest'epoca, in prossimità di Coye-la-Forêt, rimane un piccolo monumento megalitico.
Nel periodo gallo-romano, venne realizzata la traccia dell'attuale strada che si porta da Soissons a Parigi e passa per Senlis. Talvolta chiamato impropriamente Sentiero di Brunehaut, esso si porta da Senlis, attraversa la foresta a nord degli stagni di Commelles poi si volta verso Coye per raggiungere Luzarches. Un'altra via romana, da Parigi a Senlis, passava probabilmente attraverso la foresta e sono rimaste tracce nell'attuale D1017. Una gran quantità di villae gallo-romane sono presenti in tutto il territorio della foresta attuale: una sessantina di strutture archeologiche sono state registrate sino ad ora. Il passaggio di queste vie romane in aree abitualmente isolate, la presenza di coltivazioni agricole e l'analisi dei pollini del I secolo della nostra era, hanno consentito di comprendere come già all'epoca la foresta primaria del III millennio a.C. fosse ormai completamente scomparsa. Essa lasciò spazio a campi coltivati e ad aree per l'allevamento.
Coi primi anni del medioevo la situazione era ancora la medesima anche se sono state scoperte necropoli di epoca merovingia nel territorio dell'attuale foresta.

### Costituzione del dominio

#### Origini
Gli studi storici ed archeologici lasciano pensare che l'origine del possedimento di Chantilly sia da ricercarsi proprio nella foresta che venne parzialmente recintata per delimitare il confine della loro proprietà da parte dei proprietari nel medioevo. Verso l'anno 1000, la zona della foresta compresa nel dominio di Chantilly si limitava a quelle porzioni comprese tra Chantilly, Montgrésin (territorio d'Orry-la-Ville) e Coye. A quell'epoca venne imposta una servitù sull'area, chiamata "diritto di quinto" o "diritto di gruerie", fatto che segnalava chiaramente la presenza di sfruttamento nei boschi della foresta. Nei due secoli successivi, la foresta comprendeva poche centinaia di ettari ed i suoi boschi e le sue terre dipendevano dalla famiglia dei signori di Senlis, oltre che da quattro nomi di congregazioni religiose francesi: l'abbazia di Saint-Denis, il capitolo della Cattedrale di Notre Dame di Senlis, il priorato benedettino di Saint-Leu-d'Esserent, quello di Saint-Nicolas-d'Acy (nell'attuale comune di Courteuil) e l'abbazia di Chaalis. Nel 1171, un atto di re VII segnalò per la prima volta la presenza della foresta in un atto formale attraverso il quale venne confermato l'accordo tra il signore di Senlis, Gui le Bouteiller, e l'abate di Chaalis, concernente i rispettivi diritti sulla foresta. Nel 1282, per la prima volta, la parola Chantilly viene disegnata sulla foresta: un atto del Parlamento di Parigi parlava in effetti di in tota foresta chantiliaco (in tutta la foresta di Chantilly).

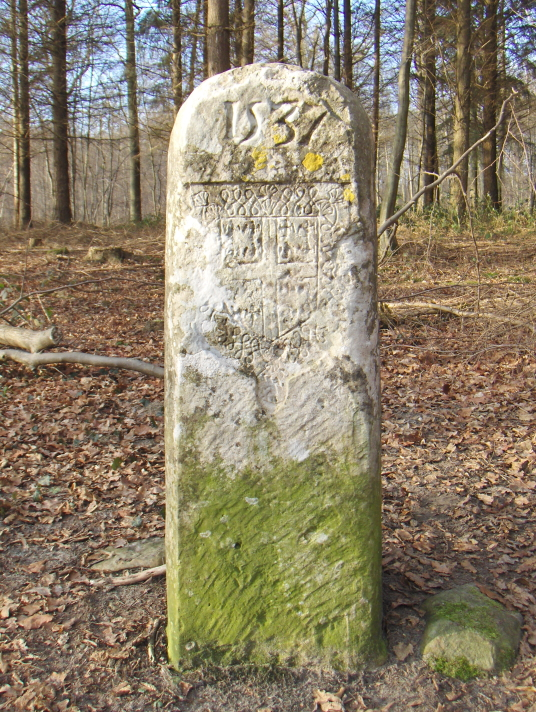
Cippo con lo stemma della famiglia Montmorency (1537), situato al limitare della proprietà del priorato di Saint-Nicolas-d'Acy.

Nel 1386, Pierre d'Orgemont cedette la signoria di Chantilly alla famiglia Bouteiller. La foresta misurava allora 1200 arpents (410 ettari) ed i signori successivi si impegnarono ad estendere la loro proprietà con l'intento di farne una riserva di caccia personale. Guillaume de Montmorency ereditò con la signoria un dominio di 2000 arpents (684 ettari) nel 1484. Furono ad ogni modo i suoi discendenti che estesero notevolmente il dominio, in particolare suo figlio Anne de Montmorency, connestabile di Francia, che assieme a Chantilly ottenne anche la signoria di Pontarmé. Tra il 1537 ed il 1546 vennero posti una serie di cippi in pietra nella foresta al fine di delimitare la proprietà dei Montmorency rispetto alle altre istituzioni religiose confinanti. Otto di questi cippi sopravvivono sino ai nostri giorni ma sono stati ricollocati presso la statua del Connestabile sulla terrazza del castello con l'erezione di questa nel XIX secolo. A metà del XVII secolo, la foresta parte del dominio di Chantilly contava 5000 arpents (1710 ettari).

#### Gli ingrandimenti delGrand Condé
Fu con il Grand Condé che il dominio di Chantilly conobbe il proprio periodo di splendore e di massimo ingrandimento: fu lui che, ritiratosi nella sua proprietà stabilmente dal 1659, acquistò diverse terre e boschi confinanti, in particolare quelli di Saint-Denis dal cardinale de Retz nel 1663 e l'intera proprietà degli Stagni di Commelles nel 1666 dall'abbazia di Chaalis facendo salire l'estensione dei suoi domini a 8000 arpents (2735 ettari). Nel 1662, il principe decise di far recintare un grande parco di 1000 ettari ad uso esclusivo del suo castello con inclusi boschi e terre. Suo figlio, Enrico Giulio di Borbone-Condé, continuò l'estensione delle sue proprietà con l'acquisizione della signoria di Lys nel 1688 ed estendendo i terreni verso ovest, e la signoria di Coye nel 1701, una parte delle signorie di Luzarches, Chaumontel ed i boschi del capitolo in prossimità di La Chapelle-en-Serval nel 1707 a sud, ed infine quello dell'Haute-Pommeraie nel 1709 a nord. Luigi IV Enrico di Borbone-Condé, figlio del precedente, costruttore delle Grandes écuries, acquistò il bosco dell'abbazia d'Hérivaux nel 1716 e fece ripiantare il bosco di Lys, tra Gouvieux e Lamorlaye nel 1719. Il possedimento della foresta venne completamente smantellato durante il periodo rivoluzionario ed il Primo impero.

#### Ultime espansioni del XIX secolo
Con il ritorno dei Condé a seguito della Restaurazione borbonica in Francia nel 1814-1815, Luigi V Giuseppe di Borbone-Condé recuperò quella parte dei propri possedimenti di famiglia che non erano stati venduti a privati e si prodigò per recuperare il resto. Suo figlio, Luigi VI Enrico di Borbone-Condé, grazie ad una legge che lo autorizzò ad unire ai propri domini quelli incamerati dallo Stato e relativi all'abbazia di Saint-Nicolas-d'Acy di Courteuil e del capitolo di Notre-Dame di Senlis nel 1819. Egli ottenne così nel contempo la foresta di Lys, la foresta di Coye e la signoria di Luzarches oltre ai terreni dell'abbazia di Royaumont. L'insieme del dominio per la prima volta non ebbe più enclavi e spaziò continuativamente dal fiume Oise a ovest sino alla foresta di Ermenonville a est, e da Luzarches a sud sino al confine attuale di Creil a nord. Quello che però non riuscì a recuperare fu il diritto esclusivo di caccia per la propria famiglia in quelle terre, diritto che, assieme alla proprietà privata, i rivoluzionari avevano soppresso.
Il suo successore, suo nipote ed erede universale Enrico d'Orléans (1822), duca d'Aumale, acquistò ancora qualche bosco a Gouvieux, Coye sino al limitare della foresta d'Ermenonville. L'estensione della proprietà si prolungò ulteriormente sino alla parte meridionale del comune d'Orry-la-Ville con un atto sottoscritto soli quattro giorni prima della morte del duca. Ad ogni modo egli non conservò integralmente l'eredità ricevuta dallo zio: rivendette il bosco dell'Haute-Pommeraie, verso Creil, nel 1881, i terreni del bosco di Lys nel 1897, e lottizzò altri terreni. Queste alienazioni si dimostrarono probabilmente necessarie per ripagare gli alti costi da lui sostenuti per la ricostruzione di gran parte del castello, atterrato all'epoca della Rivoluzione. Nel 1886 il duca d'Aumale, sul punto di partire per l'esilio, fece dono dei suoi domini all'Institut de France; il dominio di Chantilly comprendeva il castello, le sue collezioni d'arte e la foresta come usufrutto. L'Institut divenne pienamente proprietario dei beni alla morte del duca nel 1897 e la foresta entrò nei beni dello Stato nel 1898. Alla morte del duca la proprietà si estendeva per 9057 ettari di terre e boschi, in parte alienabili.

### Gestione e amministrazione del dominio della foresta

#### La capitaneria delle cacce
I signori di Chantilly per esercitare il loro diritto di caccia e sfruttamento nei boschi delle loro terre si servirono nei secoli di personaggi chiave per mantenere il controllo radicato per conto del signore locale. Anne de Montmorency, ottenne così la carica di Capitano delle Cacce del Re per le foreste di Carnelle e Halatte nel 1520. Questa funzione gli permise di amministrare i beni forestali per conto del re ma nel contempo di tutelare le proprie terre con estrema facilità. Nel 1674, il Grand Condé, recuperati questi beni, ottenne anch'egli tale carica per la propria famiglia che la mantenne sino alla Rivoluzione. Il suo potere si estendeva dunque non solo alle due foreste menzionate nel titolo, ma anche alle proprie foreste ed ai boschi da esse dipendenti dove, sempre formalmente per conto del re, riservava il diritto di caccia. All'inizio del XVIII secolo, la superficie della Capitaneria delle Cacce si estendeva su un totale di 60.000 ettari di terreno e giunse a 85.000 alla vigilia della Rivoluzione. 25 erano le persone incaricate di far rispettare i suoi diritti alla morte del Grand Condé, salite a 90 nel 1785.

#### Gestione delle strade

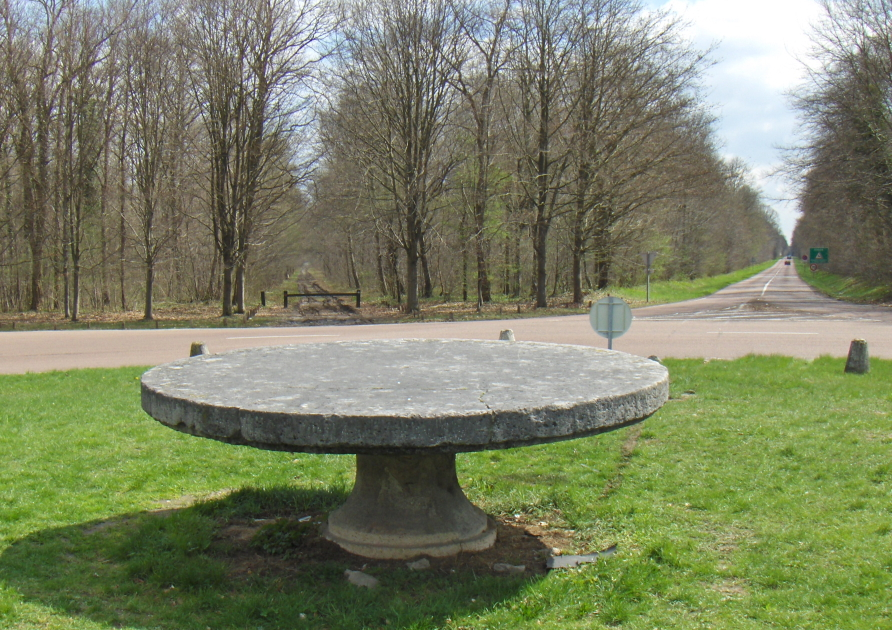
La tavola sulla via per Montgrésin, posizionata sulla base dei piani disposti da André Le Nôtre nel 1669

Per facilitare le cacce nella foresta, vennero realizzate delle strade e dei sentieri. Nel 1669, venne richiesta la perizia di André Le Nôtre per disegnare il punto d'incontro detto La Table (la tavola) da cui si dipartivano tutte le vie per la caccia dal viale centrale. Fu in quell'occasione che vennero tracciate quelle che ancora oggi sono le vie di caccia più celebri nella foresta: la route du Connétable dal castello a Lamorlaye e la route de l'Aigle, dietro l'ippodromo di Chantilly. L'idea del Grand Condé venne proseguita dai suoi figli ma fu soprattutto Luigi IV Enrico di Borbone-Condé a far realizzare altre 70 strade nella foresta tra il 1718 ed il 1740. Suo figlio, Luigi V Giuseppe di Borbone-Condé, completò il lavoro. Alla Rivoluzione, la fisionomia attuale delle strade era fondamentalmente quella ancora oggi a noi nota.

#### La gestione del taglio dei boschi
I Condé comunque non si accontentarono solo della caccia nei loro boschi, ma videro bene di assicurarsi nei secoli anche il diritto allo sfruttamento del legname dei loro boschi, compresa l'autorità di ripiantarli. Formalmente era l'amministrazione reale con base a Senlis a decidere la gestione silvicola dell'area, ma in realtà questa amministrazione doveva sempre sottomettersi alle esigenze dei principi ed ai loro interessi. I boschi cedui vennero infatti preferiti a quelli perenni, così da permettere agli abitanti di proliferare più facilmente. Lo sfruttamento intensivo della foresta da parte dei principi portò alla comparsa di molti cahiers de doléances nella regione a partire dal 1789. Essendo comunque che i principi erano anche titolari dei diritti di alta e bassa giustizia in tutta la regione, questi procedimenti non ebbero mai esito.
Durante il periodo rivoluzionario e quello imperiale, l'assenza di un controllo stretto su queste fortezze da parte dello Stato fece sì che la popolazione locale si desse al bracconaggio generalizzato ed allo sfruttamento selvaggio di tutti i terreni. Il ritorno dei Condé nel 1814 riportò ordine nella foresta, ma la priorità divenne la conservazione del patrimonio naturalistico contraddistinto dalla foresta. Ecco perché l'ultimo dei Condé si prodigò per opere di ripiantumazione. Nel 1898, con l'entrata della foresta di Chantilly nel regime forestale nazionale, l'amministrazione delle acque e delle foreste ricadde sotto l'Office national des forêts e ciò fece sì che vi fosse un progressivo ripopolamento delle specie perenni a scapito di quelle cedue.

### L'evoluzione della foresta dal 1897
Nel corso del XX secolo si ebbe un'ulteriore riduzione della superficie boscosa del dominio legata alle vendite già effettuate dal duca d'Aumale alla fine dell'Ottocento. Le proprietà terriere facenti capo ai beni dei Condé passarono da una superficie di 9057 ettari a 7830 ettari e la stessa foresta si trovò leggermente ridotta: sul territorio del comune di Coye, ad esempio, la superficie boscosa passò da 424 ettari del 1900 a 398 ettari del 2001, con 26 ettari venduti dall'Institut de France al comune locale per la costruzione di uno stadio, di una scuola primaria, di un nuovo cimitero e di nuove unità residenziali.
Alla medesima maniera, alcuni boschi periferici non appartengono più ai beni del dominio. L'esempio più emblematico è rappresentato dalla lottizzazione, a partire dal 1925, de « Le Lys-Chantilly » tra Gouvieux e Lamorlaye. Su 700 ettari di terreno vennero ricavate 1605 lotti che vennero trasformati in usi vari ed anche in un campo da golf, mutando quindi ancora una volta l'uso degli spazi della foresta di Chantilly, oggi perlopiù luogo di svago e di sport.

## Gestione della foresta e silvicoltura

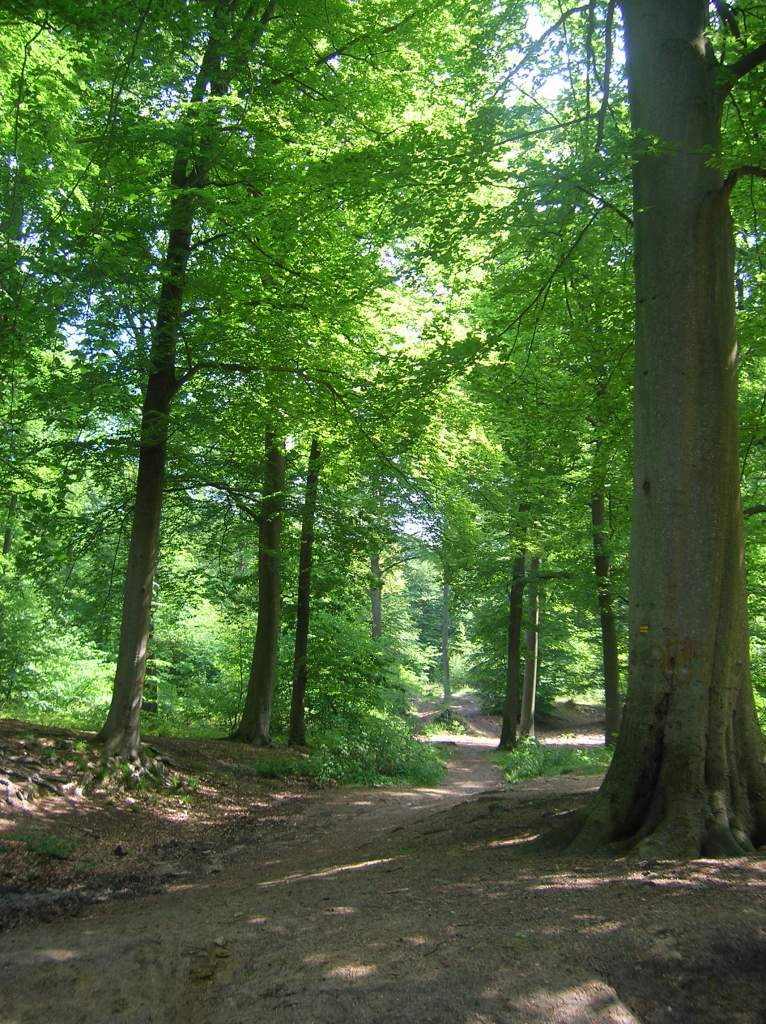
La foresta di Chantilly nella sua parte meridionale (foresta di Coye).

Come tutte le foreste appartenenti al pubblico demanio francese, la foresta di Chantilly è sottoposta ad un decreto apposito, datato 19 marzo 1898. Questo regime impone ancora oggi dei vincoli in termini di preservazione del patrimonio forestale locale e della fruizione dei boschi da parte del pubblico. L'analisi dello status della foresta e degli obbiettivi assegnati dalla sua gestione sono parte di uno schema regionale di gestione delle foreste della Piccardia. Il precedente piano, previsto nel 1991, è stato portato a compimento nel 2005.
Il piano attuale coprirà il periodo 2006-2020 e sarà supervisionato dall'Office national des forêts e nello specifico dalla sua unità territoriale delle Trois-Forêts di base a Chantilly, su uno spazio di 6260 ettari della foresta, ovvero il 98% della superficie totale. Il restante 2% rimarrà sotto la gestione del golf di Chantilly e dell'ippodromo di Chantilly. In totale i boschi nel 2006 erano pari a 6198 ettari. Questo spazio è suddiviso in 559 particelle forestali.

### Composizione delle essenze forestali
La composizione delle essenze forestali presenti oggi nella foresta sono il frutto delle scelte approntate negli ultimi due secoli di gestione della foresta stessa. In un inventario del 1990 redatto dall'ONF, si distinguono essenzialmente tre tipologie principali di essenze dominanti nella foresta: 
- la quercia al 48 %, principalmente quercia peduncolata (Quercus robur L.) e la rovere (Quercus petraea);
- il pino silvestre (Pinus sylvestris) al 12 %, essenzialmente nella foresta di Pontarmé;
- il faggio europeo (Fagus sylvatica) al 9 %.

Gli altri alberi occupano il restante 26 % del totale della foresta come ad esempio il tiglio (Tilia). L'abbondanza di tipologie di alberi nella foresta di Chantilly è in linea con la scelta dei forestieri del XIX secolo che hanno preservato queste essenze per preservare alcune specie animali per la caccia. Le altre essenze di alberi resinosi occupano il 4% del totale.
Le nuove piantagioni privilegiano la rovere, più adatta alla mancanza d'acqua delle terre forestali. L'obbiettivo del programma di gestione 2006-2020 è quello di giungere al 71 % di querce rovere, limitando le resinose al 19% e le resinose da suolo sabbioso all'8%.

### Tipologie di popolamento
La tipologia di popolamento predominante nella foresta è quella degli alberi da taglio che rappresentano il 64% dello spazio boschivo. I boschi perenni rappresentano il 20% della superficie forestale, mentre lo spazio per il ripopolamento delle piante giovani occupa il 12,5 %.
La predominanza di boschi cedui è il risultato della politica di gestione della foresta sino al XIX secolo che ha privilegiato delle tipologie di alberi più favorevoli al ripopolamento delle specie animali per la caccia. Con decreto del 7 luglio 1906 e la messa in opera dei primi programmi definiti per la gestione della foresta, vennero favorite le piante cedue da sostituirsi progressivamente in trent'anni o perlomeno da integrare coi boschi perenni presenti nella superficie boschiva. La rigenerazione regolare della foresta viene fatta al ritmo di 50-60 ettari all'anno. Le aree con boschi perenni sono spesso quelle che contengono alberi particolarmente antichi o che hanno un qualche interesse paesaggistico. Tali zone rappresentano in tutto 182,4 ettari divisi in 9 particelle diverse.

### Piantagioni e rigenerazioni

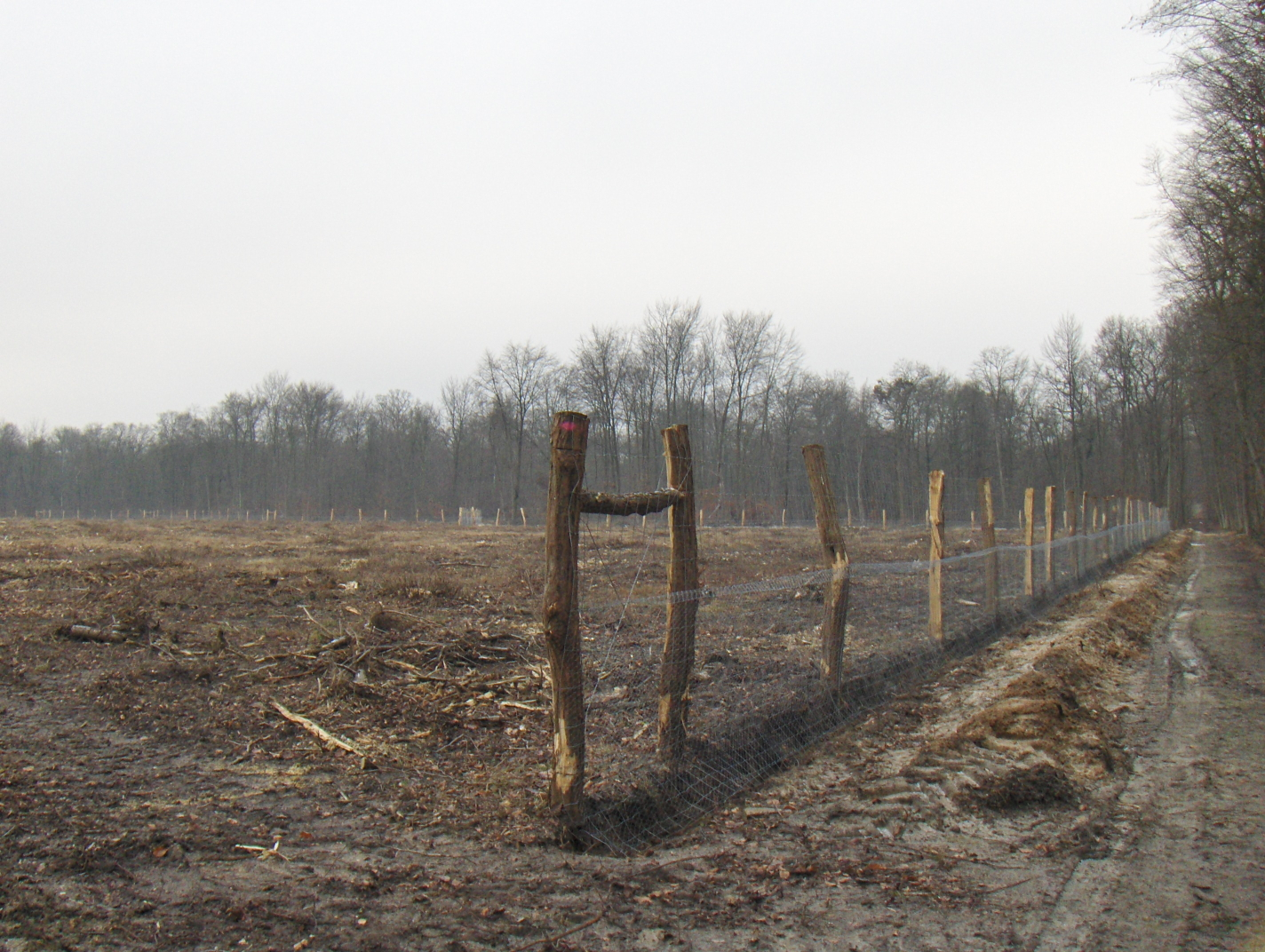
Coltura in corso di crescita per proteggere una particella di bosco che viene fatta oggetto di un taglio raso. La particella sarà poi oggetto di una rigenerazione. Particella 37, bosco de la Basse-Pommeraie.

Le prime piantagioni volontarie, ovvero dirette dai forestieri per il ripopolamento degli alberi, ebbero inizio nel XVIII secolo. È questo il caso della piantumazione della foresta di Lys nel 1709 che accompagnò altre particelle in maniera puntuale. Col ritorno del possedimento ai Condé con l'inizio del XIX secolo, vennero lanciate le prime piantumazioni di massa. Dai primi test effettuati nel 1805, si decise di ripiantumare 408 ettari di terreno tra le foreste di Senlis e Pontarmé tra il 1807 ed il 1815.
Ai giorni nostri, queste piantagioni occupano 60.000 piante all'anno per evitare il deperimento della foresta ed il non rinnovo delle piante in alcuni luoghi. Queste piantagioni rappresentavano 237 ettari tra il 1991 ed il 2005. La rigenerazione naturale viene privilegiata con 141 ettari nel medesimo periodo. Il ripopolamento della foresta è un fatto particolarmente delicato anche a causa dell'altrettanto presente popolazione di cervidi che utilizzano le piante per irrobustire le loro corna.

### I tagli ed il legname prodotto
Tra il 1991 ed il 2005, la produzione di legna derivata dalla foresta si è portata a 18.532 metri cubi all'anno, che rappresentano circa 3 metri cubi di legna per ettaro all'anno. Tra il 2006 ed il 2020, 872 ettari saranno resi oggetto di tagli rigenerativi. Questa superficie è composta al 26 % da alberi totalmente rovinati e senza alcuna possibilità di sopravvivere e da un 51% di alberi che non passeranno i 15 anni di vita. La quercia rovere ha una durata di circa 180 anni, mentre le altre durano all'incirca 100 anni, coi pini silvestri attorno ai 90. A questi tagli si aggiungono anche i tagli migliorativi che devono essere fatti ogni 6-10 anni. In ragione di queste necessità la produzione è stata ribassata a 16.000 metri cubi all'anno.
Il taglio raso effettuato in alcune particelle hanno procurato la protesta di alcune municipalità vicine alla foresta, scambiata spesso o criticata per essere uno sfruttamento intensivo dell'ambiente forestale. Per adattarsi a queste pressioni, il consiglio del Parc naturel régional Oise-Pays de France, ha deciso di mantenere in ogni caso il 15% delle piante in piedi in una particella in corso di rigenerazione così da non creare problemi o fraintendimenti coi visitatori.

## Patrimonio naturale

### Protezioni
La foresta beneficia di diversi tipi di protezioni che riguardano il paesaggio del dominio, l'area naturale e le specie che vi vivono.
Il sito è classificato sotto il nome di Dominio di Chantilly: il 28 dicembre 1960 l'Institut de France ottenne la tali protezioni in adempimento al legato del duca d'Aumale. Il dominio rappresenta 7830 ettari e copre la quasi totalità della foresta, con l'eccezione della foresta di Pontarmé che dipende dalla vicina foresta d'Ermenonville.
Quattro zone naturali d'interesse ecologico, faunistico e floreale (ZNIEFF) coprono la quasi totalità del complesso e permettono una buona conoscenza della ricchezza naturale della foresta:
- una ZNIEFF di tipo 1 chiamata: « Foresta di Chantilly / Ermenonville », che copre appunto la foresta d'Ermenonville su 19 comuni dell'Oise, su una superficie totale di 11.048 ettari. Questa ZNIEFF riguarda la parte centrale della foresta, la foresta di Pontarmé e la parte nord della foresta di Coye[37];
- una ZNIEFF di tipo 1 chiamata: « Foresta d'Halatte », che come indica il nome copra principalmente la foresta d'Halatte (7922 ettari) e riguarda i boschi de la Coharde, de la Basse-Pommeraie e du Lieutenant[38];
- una ZNIEFF di tipo 2 chiamata: « Foresta di Coye » (918 ettari), situata sulla parte periferica della foresta di Coye, comuni di Luzarches e Chaumontel[39];
- una ZNIEFF di tipo 2 chiamata: « Sito di scambio interforestale (passaggio di grandi mammiferi) d'Halatte/Chantilly » (457 ettari). Questa ZNIEFF non riguarda terreni appartenenti alla foresta propriamente detta, ma una zona di transito di animali tra i boschi de la Basse-Pommeraie, du Lieutenant e la zona centrale della foresta[40].

Due siti Natura 2000 riguardano la foresta all'aprile 2006 con normative precise concernenti l'habitat da mantenere per le specie che vi vivono:
- una zona di protezione speciale (ZPS) « Foreste piccardine : zona delle tre foreste e bosco del re » copre 13.615 ettari e quasi la totalità della foresta di Chantilly ad eccezione del territorio del comune di Chantilly e della parte a nord della Nonette. Questa zona è specificatamente stata pensata per la protezione degli uccelli nelle dodici specie rilevate[42];
- una zona speciale di conservazione (ZSC) « Foresta d'Halatte, de Chantilly e d'Ermenonville » copre una superficie di 2396 ettari, e solo una piccola parte della foresta di Chantilly: l'estremità ovest degli stagni di Commelles ed il sud-est della foresta di Pontarmé, al limitare della foresta d'Ermenonville. Essa riguarda particolarmente la protezione di 18 tipologie di habitat differenti e di una ventina di specie floreali protette oltre ad una sessantina di specie floreali minacciate, quattro specie di fauna[43].

L'insieme dei comuni che coprono la foresta appartengono al Parc naturel régional Oise-Pays de France dalla sua fondazione nel 2004.

### Ambienti e habitat naturali

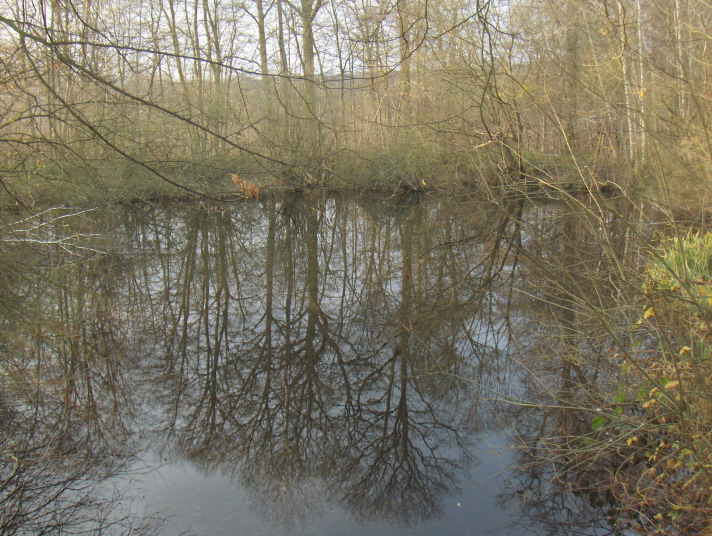
Il Mare des Quatorze Arpents, nella foresta di Coye.

L'ambiente naturale predominante è evidentemente quello forestale, ma nella ZNIEFF « Foresta di Chantilly / Ermenonville », si trovano anche delle torbiere e paludi per circa il 4 %, in particolare nella foresta di Coye, oltre a laghi e stagni (d'acqua dolce) per il 3 %, lande, macchie e pascoli per il 2 % oltre a pascoli calcicoli medio-europei per l'1 %.
Gli habitat di questa ZNIEFF sono considerati notevoli, rari e minacciati in Europa : la querciaia-faggeta europea (su terreni leggermente acidofili), la querciaia-faggeta europea a giacinti, la quericaia-faggeta europea semplice, la faggeta calcicola, la frassinaia a Carex, i raggruppamenti erbacei umidi nitrofili, i raggruppamenti erbacei su sabbia, le lande a ericacee, i pascoli calcicoli.
18 sono gli habitat recensiti nel quadro della zona Natura 2000 - Sito d'interesse comunitario. Quattro sono considerati come prioritari e minacciati in Europa · :
- i pascoli secchi semi-naturali e facies di rimboschimento su terreni calcarei (con siti d'orchidee rimarchevoli), particolarmente nel settore del Gens d'Armes;
- le formazioni erbose a nardus, ricche di specie, con substrati si silicio tipico delle zone montagnose (e delle zone sub-montagnose dell'Europa continentale), presenti nella valle della Thève e nel settore del Gens d'Armes;
- le foreste alluvionali ad Alnus glutinosa e Fraxinus excelsior, presenti nel marais della Torbiera e negli stagni del viadotto di Commelles;
- i pascoli calcarei di sabbia serica.

Questi ambienti naturali particolarmente fragili sono stati oggetto di delicati restauri, organizzati dal Parc naturel régional Oise-Pays de France.

### Flora

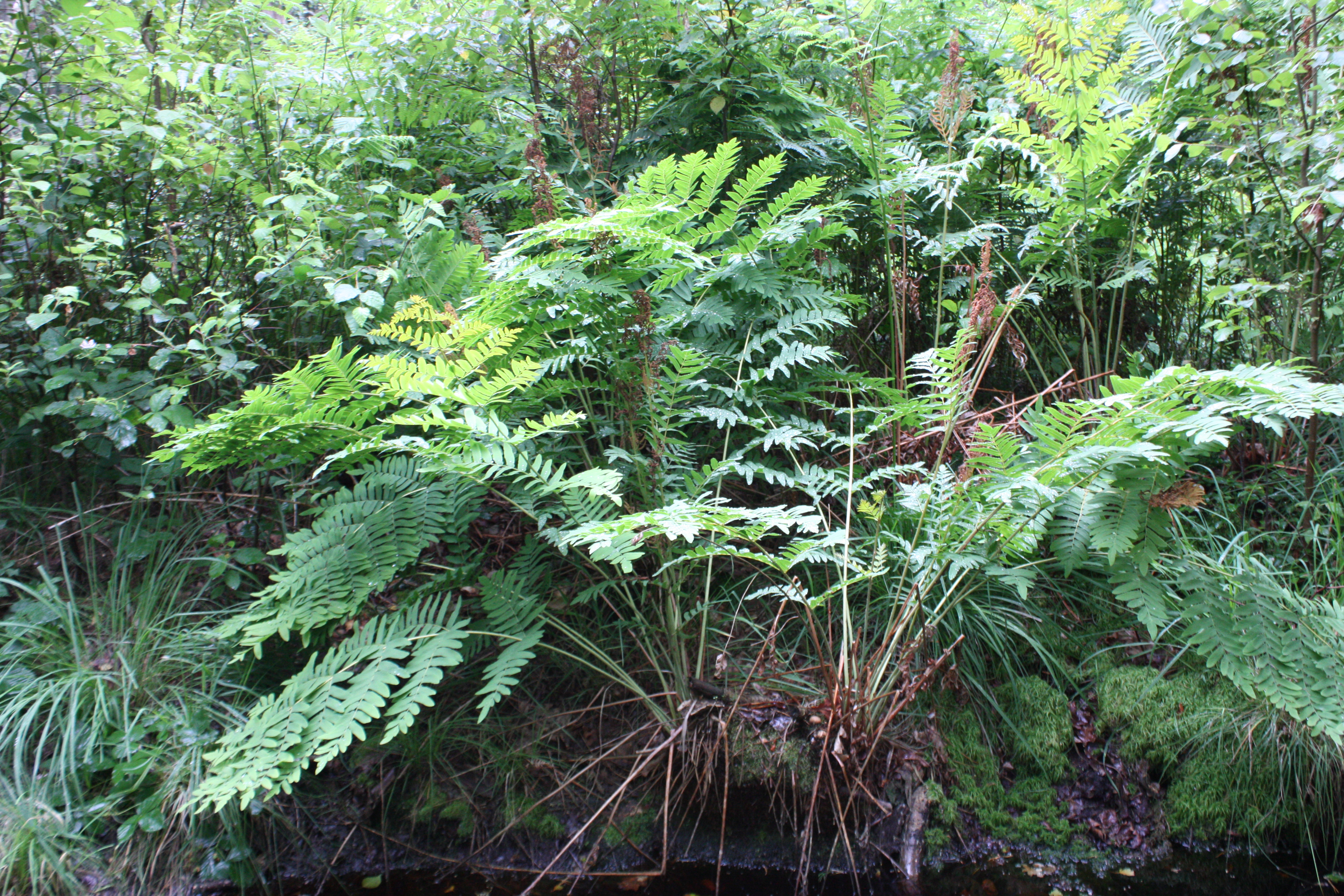
Osmunda regalis

L'interesse per la flora della foresta di Chantilly risale ai tempi antichi. Già nel 1671, Paolo Boccone, botanico siciliano, venne invitato alla ricerca delle erbe nei dintorni del castello, su richiesta del Grand Condé. Per l'occasione egli realizzò un erbario giunto sino a noi nel quale elencò 125 specie diverse di erbe e fiori.
La foresta è stata oggetto di inventari più contemporanei divisi in base alle differenti specie: 77 specie di Panerogami, 3 specie di Pteridophyta (dette comunemente felci) e 12 specie di Bryophyta (muschi). La ZNIEFF della foresta di Chantilly / Ermenonville comprende anche un certo numero di specie rare e minacciate.
Nove sono le specie rare recensite negli ambienti della torbiera: la Osmunda regalis, la Dactylorhiza praetermissa, la Anagallis tenella, la Erica tetralix, la Baldellia ranunculoides, la Veronica scutellata, il Sonchus palustris, la Thelypteris palustris e la Althaea officinalis. Quest'ultima si trova in particolare nei canneti presenti al centro degli stagni di Commelles. D'origine antropica, è il risultato di grandi colture di piante medicinali realizzate nel medioevo dalla grangia cistercense nell'area di Commelles.
Sei sono le specie recensite nei boschi calcarei: il Polygonatum odoratum, l'Iris foetidissima, la Quercus pubescens, la Atropa belladonna, la Melica nutans ed il Ruscus aculeatus.

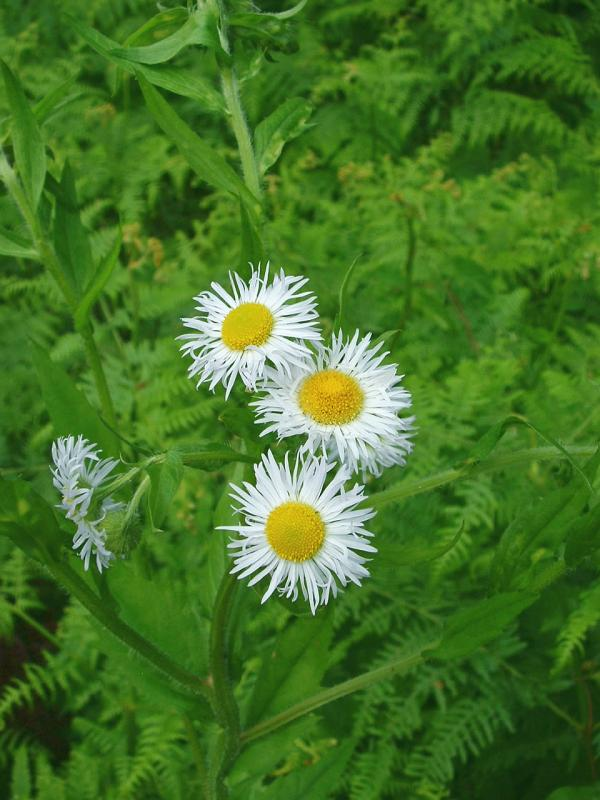
Il Symphyotrichum lanceolatum, una delle piante invasive della foresta di Chantilly.

Tredici sono le piante recensite nei pascoli: il Geranium sanguineum, la Melittis melissophyllum, la Gentiana cruciata, l'Orchis militaris, l'Orchis simia, il Doronicum plantagineum, il Teucrium botrys, l'Anacamptis pyramidalis, l'Orobanche alba, l'Epipactis atrorubens, l'Ajuga chamaepitys, l'Ajuga genevensis e l'Alyssum calycinum L.
Undici sono le piante recensite su terreni sabbiosi: il Cynoglossum officinale, la Carex arenaria, l'Ornithopus perpusillus, la Crassula tillaea, la Teesdalia nudicaulis, la Viola canina, la Potentilla argentea, la Sagina nodosa, il Lythrum portula, la Carex ovalis e la Maianthemum bifolium.
Per inverso, vi è anche una forte presenza di specie invasive nei differenti ambienti della foresta. Si tratta ad esempio del Prunus Serotina, originario dell'America settentrionale che è giunto nella foresta di Chantilly tramite la Foresta di Compiègne. Altre specie diffuse sono l'Ailanthus altissima o il Symphyotrichum lanceolatum.

### Fauna

#### Insetti

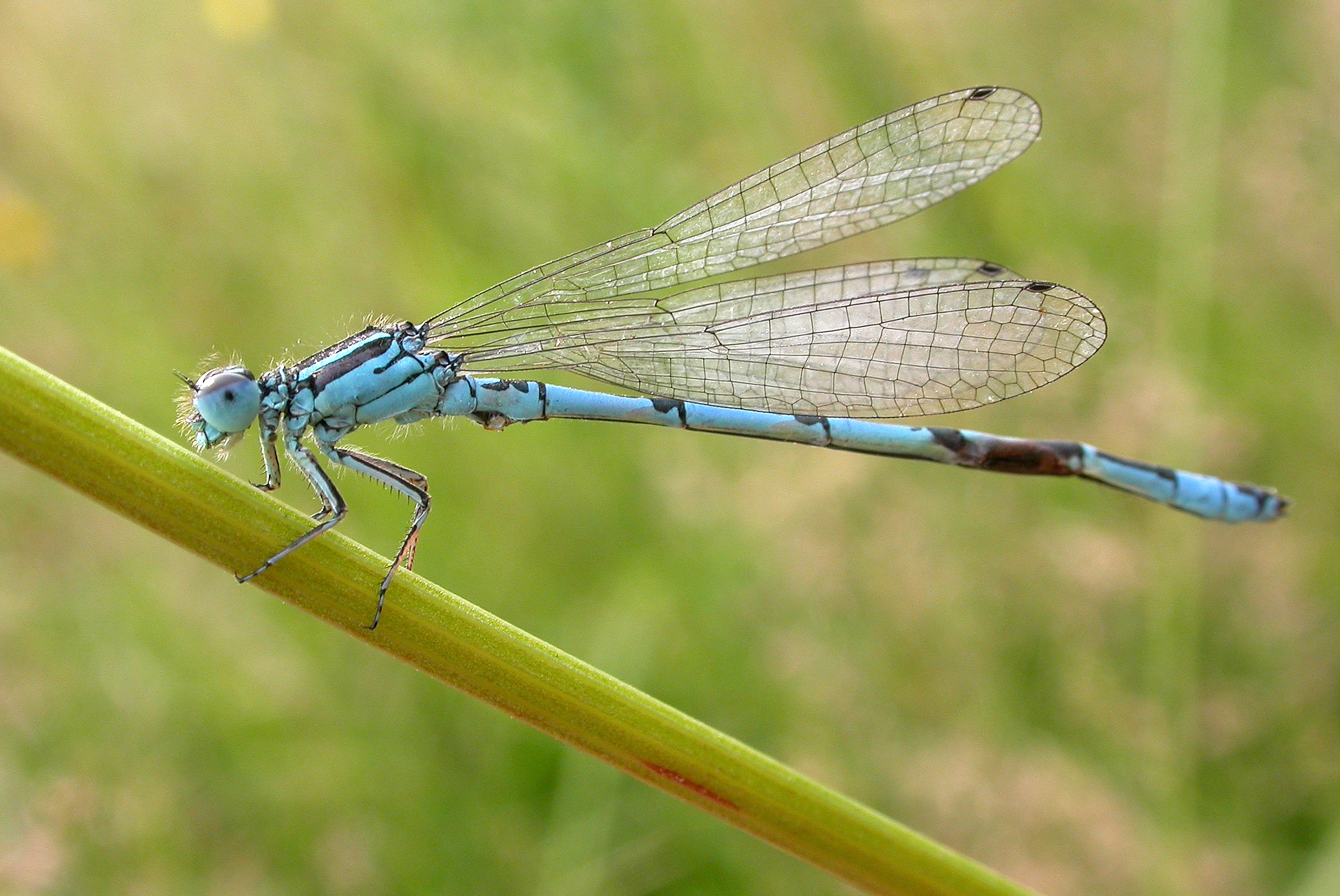
Libellula di Mercurio.

Due sono le specie di insetti osservati in particolare e fonte di protezione specifica dalla dichiarazione d'interesse comunitario - Natura 2000. Si tratta di una libellula comunemente definita azzurrina di Mercurio (Coenagrion mercuriale), rara, ed in via di estinzione nel nord della Francia e presente unicamente nella valle della Thève, ed una farfalla, la Euplagia quadripunctaria. Per quanto riguarda altri insetti si segnala anche la Lycaena dispar ed il cervo volante (Lucanus cervus), il più grosso coleottero d'Europa, che può giungere sino a 10 cm di lunghezza, che vive nei boschi morti con abbondante presenza di foglie a terra.

#### Rettili e anfibi
Tra i rettili e gli anfibi presenti nella foresta e considerati rari e minacciati nel nord della Francia, quelli maggiormente presenti nella ZNIEFF della foresta di Chantilly sono: la Vipera berus, la Coronella austriaca, la Podarcis muralis, la Rana dalmatina ed l'Ichthyosaura alpestris.

#### Uccelli
L'avifauna, di cui sono classificate 19 specie, è stata fatta oggetto di protezione speciale con l'istituzione di una zona importante per la conservazione degli uccelli (in francese ZICO) e di una zona di protezione speciale (ZPS) nel quadro della riserva Natura 2000. Si può così notare la presenza della Lullula arborea, l'Ixobrychus minutus, la Pernis apivorus, il Circus cyaneus, il Caprimulgus europaeus che è in particolare stato di minaccia, l'Alcedo atthis, presente nella valle della Thève, il Dendrocopos medius, il Dryocopus martius ed il Lanius collurio. La zona costituisce inoltre tappa migratoria per il Pandion haliaetus, la Ciconia ciconia e la Grus grus.

#### Mammiferi

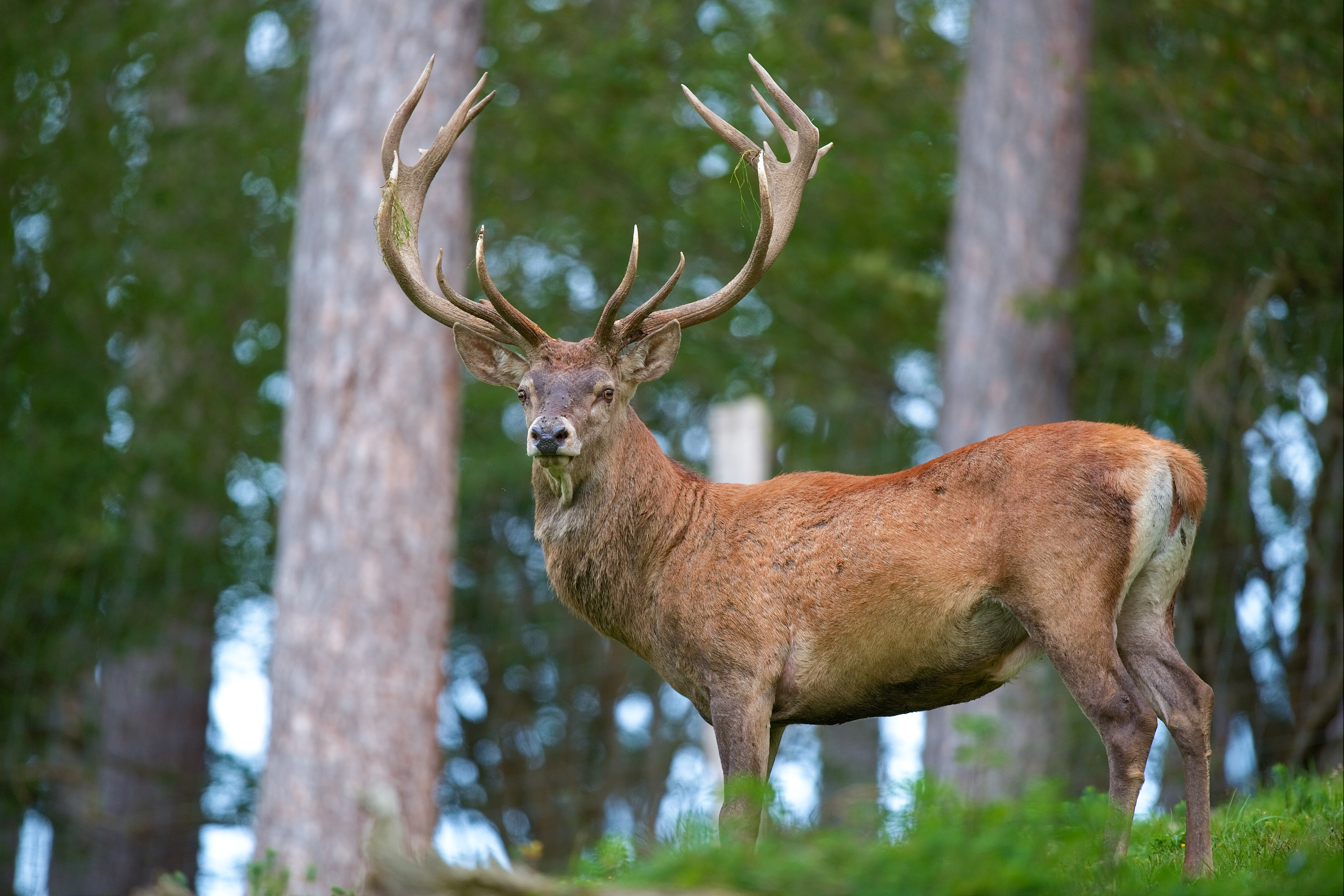
Il Cervo nobile (Cervus elaphus) è il grande mammifero tipico della foresta di Chantilly

La foresta è nel suo complesso abitata da 27 specie di mammiferi differenti, con colonie particolarmente rare di Chiroptera come il Rhinolophus hipposideros) e la Nottola comune (Nyctalus noctula). Il Martes martes è anch'esso specie presente, rara e protetta.
Ma la foresta di Chantilly è in particolare nota per i grandi mammiferi che l'abitano stabilmente come ad esempio il cinghiale (Sus scrofa), il capriolo (Capreolus capreolus) ed il Cervo nobile (Cervus elaphus). Il numero di questi ultimi è però in diminuzione nell'ultima dozzina d'anni: essi erano in numero di 438 nel 1997, 181 nel 2002, e nel 2009 non erano più di 125.
La frammentazione della foresta di Chantilly in differenti boschi ha rappresentato un problema non da poco per questi grandi mammiferi e per il loro passaggio da un bosco all'altro. Problemi ricorrenti si sono verificati infatti nella zona interforestale situata nel comune di Avilly-Saint-Léonard, tra i boschi du Lieutenant, de la Basse-Pommeraie e la zona centrale della foresta. Una politica di corridoi biologici è stata messa a punto dal parco naturale regionale (PNR) Oise-Pays de France per facilitare il passaggio di questi animali senza danni a cose o persone e permettendo nel contempo il naturale svolgimento di questo periodico rito.

## Luoghi notevoli

### Siti naturali

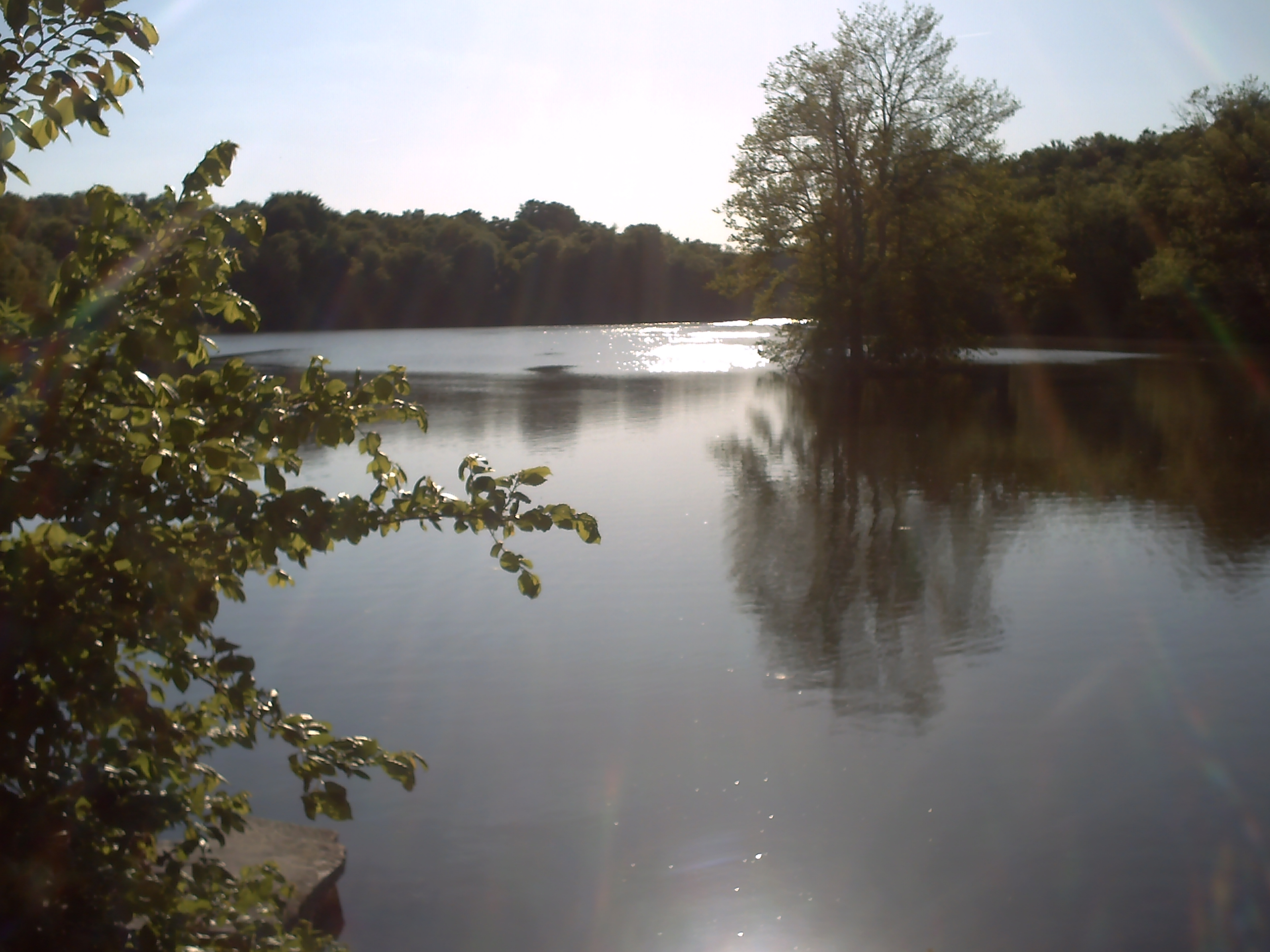
Gli stagni di Commelles.

Gli Stagni di Commelles, con una superficie di 30,96 ettari, occupano la valle della Thève. Essi vennero realizzati artificialmente tra il 1204 ed il 1208 per l'allevamento dei pesci da parte dei monaci conversi della grangia dell'abbazia di Chaalis poco distante. Sono costituiti da quattro stagni distinti: lo stagno di Comelle (eponimo) nella parte alta, la parte bassa è coperta da un canneto, mentre lo stagno di Chapron, l'étang Neuf e l'étang de la Loge (il più grande, con una estensione di 9,95 ettari), si trovano in un avvallamento a ovest. Vi è poi un quinto stagno chiamato de la Troublerie situato nei pressi del "Castello della Regina Bianca" che venne parzialmente prosciugato nel XVII secolo e trasformato in pioppeto prima e poi in palude. Gli stagni sono composti integralmente da acqua dolce.
La Butte aux Gens d'Armes è un Inselberg situato nella foresta di Pontarmé, ricoperto da sabbie eoliche che culminano con un'altezza di 103 metri d'altitudine, ed è uno dei rari punti elevati della foresta a nord. Il suo nome deriva dalla passione del principe di Condé per l'arme, il quale sfruttava questo terreno per il suo divertimento in tal senso.
Les Côtes d'Orléans ed il Pain de sucre (letteralmente "pan di zucchero") sono i settori più elevati (rispettivamente 122 e 109 m) ed i più accidentati della foresta, situati presso la foresta di Coye, al confine col comune di Chaumontel.
Il Mare des quatorze arpents, situato nella foresta di Coye, nel territorio del comune di Luzarches, è il solo stagno permanente situato nella valle della Thève e della Nonette. Esso ha beneficiato, nel corso degli anni 2007-2008, di un intervento di restauro delle zone umide sotto la direzione del parco naturale regionale locale.

### Alberi notevoli

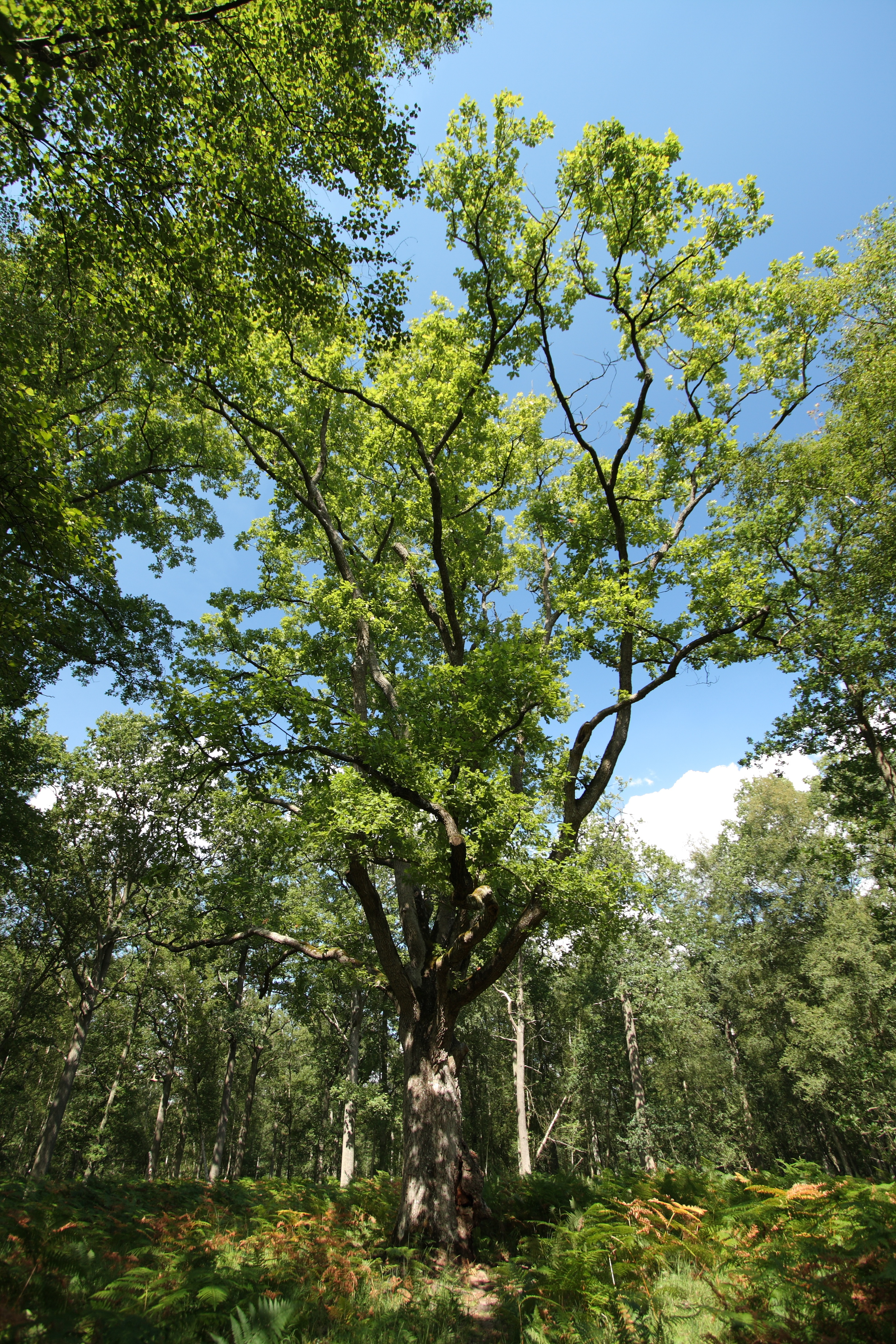
Le quercia di Grès, una rovere di circa 300 anni.

Sono tre gli alberi che, all'interno della foresta, beneficiano di una segnalazione specifica per la loro età, la loro taglia o la loro forma particolare:
- la quercia del Coup de Foudre, una rovere di 35 m di altezza, 159 cm di diametro a 1,30 m dal suolo e un'età approssimativa di 350 anni, situata nella foresta di Pontarmé. Venne colpita da un fulmine nel 1980 ed ancora oggi porta le tracce di quell'incidente, ma la pianta continua a sopravvivere;
- la quercia di Grès, una rovere di 23 m di altezza, 146 cm di diametro a 1,30 m dal suolo, dell'età approssimativa di 300 anni, situata nella foresta di Pontarmé;
- la quercia della Basse-Pommeraie, situata nel bosco col medesimo nome, una rovere di 30 m di altezza, 169 cm di diametro a 1,30 m dal suolo e dell'età approssimativa di 350 anni.

Meritano menzione anche la quercia Sylvie che si attesta a 30 m di altezza e ad un diametro di 129 cm, la quercia dei Tre Fratelli e l'albero intrecciato della foresta di Coye, due querce di 15 e 25 m di altezza che sono cresciute intrecciandosi tra loro.

### Monumenti storici

#### Monumenti storici sul territorio della foresta

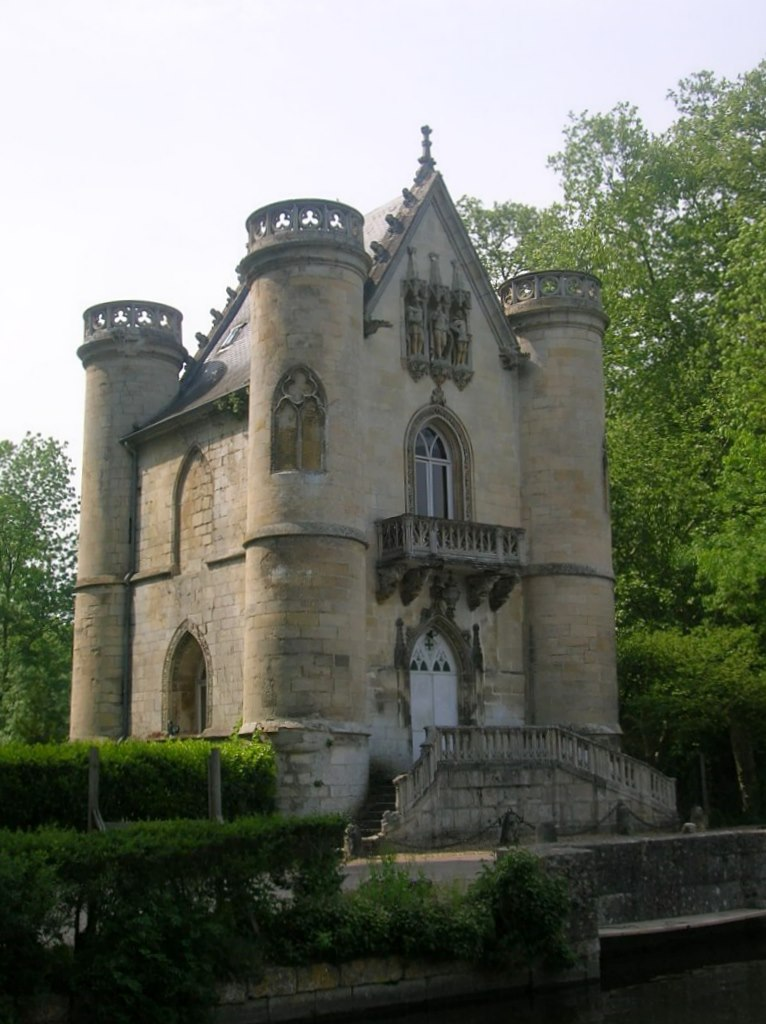
Il castello della Regina Bianca.

Il castello della Regina Bianca (classificato come monumento storico nazionale nel 1989), situato all'estremità occidentale degli stagni nel comune di Coye-la-Forêt, è una piccola costruzione di stile neogotico edificata dall'architetto Victor Dubois per il principe di Condé tra il 1825 ed il 1826. Esso venne realizzato sulle rovine di un mulino, a sua volta edificato (secondo la leggenda dimostratasi in seguito infondata) sulle rovine di un precedente castello abitato a suo tempo da Bianca di Castiglia. In realtà sono state riscontrate effettivamente le vestigia di un più antico castello, ma esso venne realizzato dal proprietario del dominio dell'epoca, Pierre de Chambly, signore di Viarmes, alla fine del XIII secolo. Il castello moderno ha porte e finestre ogivali e quattro torri cilindriche ispirate a quelle esistenti nel medioevo e ricavate dai resti delle fondamenta. Il castello è proprietà oggi dell'Institut de France e non è visitabile.
Il forno a legna (four à tuile) (classificato monumento storico nel 1914) è situato presso Commelles, sotto il comune di Orry-la-Ville. Impropriamente e per lungo tempo definito una Lanterna dei morti, si tratta in realtà di un antico forno costruito nel XII secolo per la grangia di Commelles poco distante, che a sua volta dipendeva dall'abbazia cistercense di Chaalis (oggi in parte distrutta). Esso è stato oggetto di studi archeologici.
La Table (classificata monumento storico nel 1970), è situata al limitare dei comuni di Chantilly e di Avilly-Saint-Léonard, sulla strada che porta da La Chapelle-en-Serval a Chantilly. Essa è stata chiamata in molti modi: « tavola di Montgrésin », dal nome di una frazione del comune di Orry-la-Ville situata nei pressi, o ancora « tavola del re ». Questa tavola in pietra si trova nella foresta dal 1669-1670 e venne qui disposta da André Le Nôtre e rappresenta il punto di incontro di dodici differenti sentieri di caccia che si dipanano poi all'interno della foresta. Esso era quindi un tradizionale luogo di incontro per l'arte venatoria, nonché luogo di partenza per le cacce dei principi di Condé e luogo di ritorno. Da qui partì ad esempio la famosa caccia nel dominio del 1671 a cui presero parte il Grand Condé e Luigi XIV. Nel 1733, un Estats des forests de Chantilly, d'Halatte et d'Ermenonville. segnala la presenza di due altre tavole che servivano da punto d'incontro per la caccia: la table du Buffet e la table du Petit Couvert, situate allora in punti d'incontro simili e che risultano scomparse.
La Table d'Apremont (classificata monumento storico nel 1988) è anch'essa un punto d'incontro per la caccia, creato però nel XVIII secolo, situato tra i comuni d'Apremont e Vineuil-Saint-Firmin, al punto di giunzione tra i boschi du Lieutenant e de la Basse-Pommeraie.
La Faisanderie d'Apremont (classificata monumento storico nel 1988) è un insieme di tre edifici situati in una radura del bosco de la Basse-Pommeraie, nel comune di Vineuil-Saint-Firmin. Costruiti verso il 1830, questi edifici servivano da casa per i guardiacaccia della tenuta dei principi. Un'altra di queste faisanderie era posta in un luogo detto la Vignette, nella foresta di Pontarmé. In tutta la foresta ad ogni modo sopravvivono altri padiglioni con questo scopo: la Fourrière e la Porte Vaillant al limitare del parco del castello, Avilly, la Muette e Thiers-sur-Thève nella foresta di Pontarmé oltre alla Porte des Vignes a Coye.
La Grande glacière ("grande ghiacciaia") del castello (classificata monumento storico nel 1988) è situata al limitare della foresta, tra la route du Connétable e la route de Montgrésin. Misura 9,25 m di diametro per 11 m di profondità, e permetteva di accogliere 600 tonnellate di ghiaccio. Era una delle quattro ghiacciaie del castello di Chantilly.
La statua di Diana Cacciatrice, presente ad un punto d'incontro col medesimo nome a sud dell'ippodromo è stata dichiarata monumento storico nel 1988. Rubata nel 1989 venne lasciato solo il basamento. Venne quindi realizzata una nuova statua partendo dall'identica statua conservata presso il castello di Bellevue a Presles (Val d'Oise) che è stata posta nella medesima posizione.

#### Monumenti storici ai bordi della foresta
Il castello di Chantilly, sede della plurisecolare signoria di queste terre, è all'origine stessa della costituzione della foresta. All'epoca del Grand Condé, il suo parco si confondeva con la foresta e fu nel 1662 che egli diede l'ordine di separare le due entità con un muro.
L'abbazia di Royaumont, a 800 m dall'attuale foresta, è stata proprietaria per lungo tempo del bosco di Bonnet, chiamato anche "bosco di Royaumont", e di una parte del bosco di Lys. Il bosco di Bonnet venne acquistato dai signori di Chantilly nel 1701, contemporaneamente al marchesato di Coye. Venne nuovamente riacquistata nel 1819 dopo gli episodi rivoluzionari che l'avevano estirpato dai suoi antichi proprietari.
L'abbazia d'Hérivaux fondata nel 1140 in un avvallamento circondato dalla foresta, è nel territorio del comune di Luzarches. Questa abbazia agostiniana possedeva un certo numero di boschi a sud di Coye. Questi vennero venduti nel 1716 per essere integrati nella foresta di Chantilly.
Il castello di Pontarmé, appartenuto a una signoria all'origine dei primi boschi che costituirono la foresta in epoca medievale, venne acquistato da Anne de Montmorency nel 1545 per la fusione con il suo dominio e castello di Chantilly. Il castello del XVI secolo esiste ancora oggi, ed è stato restaurato nel corso del XX secolo.

## Uso della foresta

### La caccia

#### La sua storia
La foresta venne creata essenzialmente per la caccia e per l'arte venatoria. Un vasto dominio forestale era infatti indispensabile per praticare questo tipo di caccia che necessitava di spazi vasti per avere selvaggina in abbondanza. In epoca moderna, la foresta era luogo di regolari cacce reali, organizzate dai principi di Condé, alle quali spesso presero parte personalmente Luigi XIV (1670, 1692 e 1693), Luigi XV (1722, 1724 e 1725), ed i grandi del regno di Francia. Le grandi scuderie del castello (1719-1735) vennero costruite per permettere di avere cavalli freschi per poter condurre le cacce quasi quotidianamente. Le decorazioni di questo edificio stesso sono consacrate del resto a questo tema. Bisognerà attendere il 1760 ed il principe Luigi V Giuseppe di Borbone-Condé per vedere l'organizzazione di un equipaggio da caccia in senso moderno. Fu lui che nel 1772 predispose 19 persone e 183 cani da caccia stabilmente dedicati alle cacce, che per l'80 % erano chasse à courre, per il 53 % erano cacce al cervo, per il 21 % al cinghiale, così come riportato dal Journal des chasses du prince de Condé à Chantilly redatto dal capitano delle cacce del principe, Jacques Toudouze (1748-1785). Luigi Giuseppe di Condé si dice aver cacciato da solo 606 lepri in un sol giorno di caccia, ed in quello successivo 66 cinghiali e 2 cervi. Nel 1759 venne realizzato un primo censimento della selvaggina presente che si attestava a 50.800 esemplari di diverse specie.
Nel 1815, l'organizzazione delle cacce riprese e l'equipaggio venne mantenuto sino al 1848. Al loro apogeo raggiunsero i 400 cani da caccia che spaziavano su una superficie totale di 60.000 ettari. Con l'esilio del duca d'Aumale, venne creata una società di caccia per continuare a mantenere la pratica della caccia, principalmente al tiro, sull'intero dominio. Al suo ritorno dall'esilio, il duca ricreò un nuovo equipaggio di caccia. Anche se il duca personalmente praticava la caccia, fu quella l'occasione per reinvitare i membri dell'aristocrazia francese ed europea a prendervi parte come nel Grand Siécle con famiglie nobili della Danimarca, dell'Inghilterra, del Portogallo e della Russia. Nel 1894, il duca di Chartres, nipote del duca d'Aumale, creò un nuovo equipaggio per la caccia che mantenne col diritto di caccia che gli venne garantito sino alla sua morte nel 1910. 

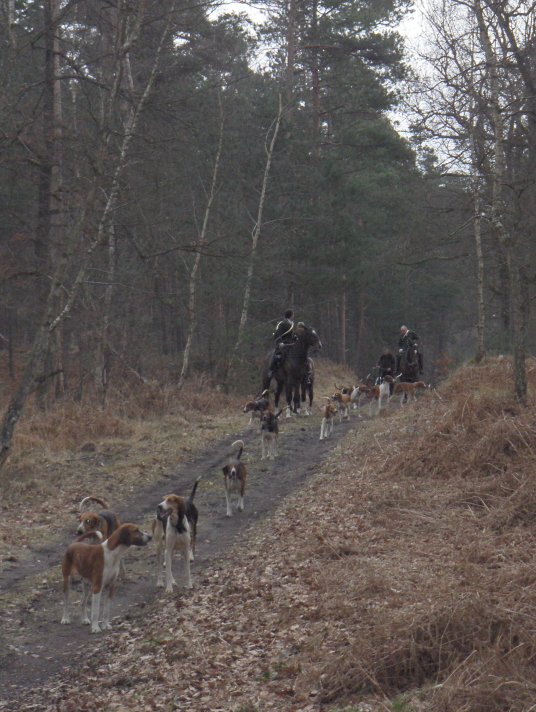
Una muta da caccia a Chantilly.

Nel 1898, con l'entrata della foresta nel regime forestale dello Stato, i diritti di caccia vennero diretti dallo Stato. L'amministrazione garantì un primo diritto di caccia all'equipaggio del principe Murat tra il 1910 ed il 1914. Divenne quindi titolare di tale diritto la Rallye Vallière sino alla fine della Seconda Guerra mondiale e dal 1972 le è subentrata la Rallye Pique-Avant.

#### La pratica attuale
Ai giorni nostri, due sono gli equipaggi attivi nella foresta di Chantilly. La Rallye Trois Forêts, con la tipica tenuta blu, si dedica alla caccia al cervo. La Rallye Pic'Hardy Chantilly, in tenuta verde, si dedica alla caccia al capriolo. Le cacce si svolgono il martedì, il mercoledì e il sabato. La caccia a tiro è praticata da ottobre a febbraio. In totale si svolgono quattordici battute di caccia a tiro annuali sul territorio della foresta compreso in 510 ettari.
La pratica della chasse à courre si svolge comunque non senza problemi nei confronti della foresta. Il fatto che spesso i cacciatori sbordino oltre i confini della riserva ha creato delle proteste da parte della popolazione locale.

### Lo sfruttamento delle risorse
La caccia oggi non è più l'unica priorità della foresta, bensì essa ha al suo interno una serie di risorse esportabili a cui i vari proprietari hanno dato priorità. Il prodotto principale, come è facilmente intuibile, è il legno che è anche l'obbiettivo principale di sfruttamento per introiti dell'Institut de France. Le roveri della foresta sono riconosciute per il loro tipico colore chiaro, la loro pasta fine e per la quantità di alburno. Il legno prodotto viene utilizzato per molti scopi, dalla falegnameria alla minuteria sino alla prestigiosa produzione delle botti da vino per la stagionatura. La vendita è generalmente fatta in blocco, ovvero a lotti e le aggiudicazioni avvengono in autunno ad ogni anno. Nei pressi della foresta infatti si è infatti sviluppata una filiera di cinque imprese specializzate nella lavorazione e nella commercializzazione del legno.
Contrariamente alla vicina foresta d'Halatte, vi sono delle cave impiantate direttamente nella superficie della foresta da cui viene ricavata della sabbia e della pietra a est di Saint-Maximin, al limite del bosco de la Coharde. Un'altra risorsa naturale della foresta è l'apicoltura. Numerose sono le arnie disseminate nella foresta di Chantilly dalla metà di giugno alla metà di luglio di modo da poter approfittare dei fiori di tiglio per la produzione del miele che è divenuta una specialità locale.

### Un terreno d'intrattenimento ippico e sportivo

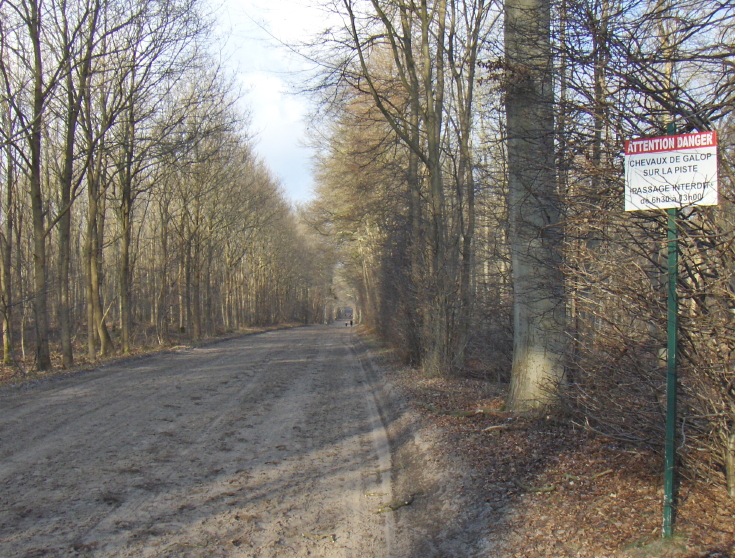
La Route des Vieilles Garennes, uno dei percorsi di corsa per cavalli.

La foresta è soprattutto oggi un luogo di svago e di intrattenimento per gli sport ippici con appositi percorsi predisposti: essi coprono un'estensione di 47 km su una superficie totale di 1500 ettari strettamente riservati all'uso dei cavalli in orari definiti della giornata, di cui 17 destinati al galoppo, 30 alla passeggiata. Sono circa 550 i cavalli di razza purosangue che ogni anno (specialmente nel galoppo) frequentano queste piste. La più celebre pista d'intrattenimento è la « piste des Lions » ("pista dei leoni"): un percorso dritto di 4 km situato tra l'ippodromo di Chantilly e Lamorlaye. Tutte queste piste sono amministrate dalla France Galop che ha ottenuto questa concessione dall'Institut de France. I sentieri vengono rinsabbiati regolarmente per poterne mantenere i tracciati. Le piste sono aperte dalle 6 alle 13 ore al giorno a seconda delle stagioni. Le corse che si svolgono hanno come campo d'allenamento l'ippodromo di Chantilly ed i nomi delle gare traggono il loro nome da luoghi della foresta stessa: prix des Côtes d'Orléans, prix du Pain de Sucre, prix de la butte aux Gens d'Armes per esempio.
Il polo è un altro degli sport qui praticati. Il più grande centro per questa disciplina occupa uno spazio di 205 ettari situato tra il bosco du Lieutenant ed il bosco de la Basse-Pommeraie, su concessione dell'Institut de France su terreni del dominio di Chantilly. Ogni anno circa 500 cavalli sono impegnati in dozzine di competizioni di questo sport presso la foresta.
Infine, la foresta costituisce un valido campo da golf: due terreni utilizzano spazio della foresta sulle proprietà di Chantilly, il golf de Chantilly (36 buche, 119 ettari), creato nel 1907 presso i boschi de la Basse-Pommeraie e de la Coharde, il golf dell'hôtel Palace du Dolce (18 buche, 83 ettari) tra i boschi de la Basse-Pommeraie e du Lieutenant. Un terzo terreno, il golf d'Apremont (18 buche, 120 ettari) è stato creato al limitare dei boschi du Lieutenant, de la Haute-Pommeraie e della foresta d'Halatte, su antiche proprietà del duca d'Aumale e della famiglia Rothschild.

### Il turismo

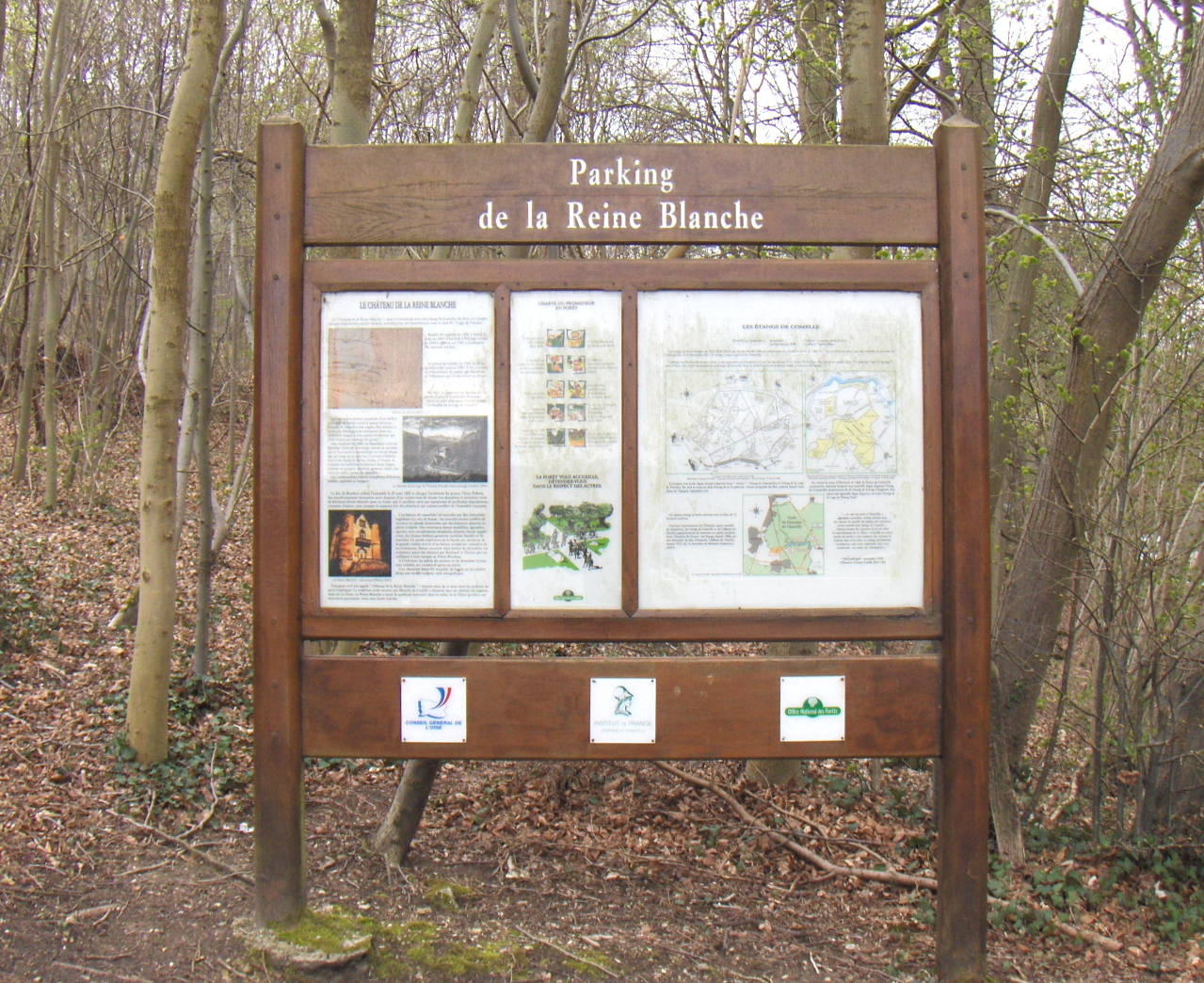
Pannello informativo di parcheggio presso l'area "Regina Bianca" a Coye-la-Forêt

Ogni anno la foresta ed i suoi ambienti sono visitati da 1,7 sino a 4,3 milioni di turisti che fanno di quella di Chantilly la settima foresta più visitata dell'agglomerato parigino. I visitatori provengono prevalentemente dalla regione dell'Île-de-France, 15,5 % da Seine-Saint-Denis e 9,3 % dalla Val-d'Oise, secondo uno studio del 1999. L'insieme del dominio raggiunge i 20.000 visitatori in contemporanea durante il periodo di massima punta.

#### Sicurezza
Al fine di evitare conflitti nell'uso della foresta, sfruttamenti illeciti o abusi della stessa, è stato creato nel tempo un posto di blocco a cavallo della Gendarmerie nazionale francese con base a Sanlis, incaricata della sorveglianza dell'intera foresta oltre che di quelle d'Ermenonville e d'Halatte. Essa è composta da cinque militari e sei cavalli della Garde républicaine.

#### Sentieri per escursioni

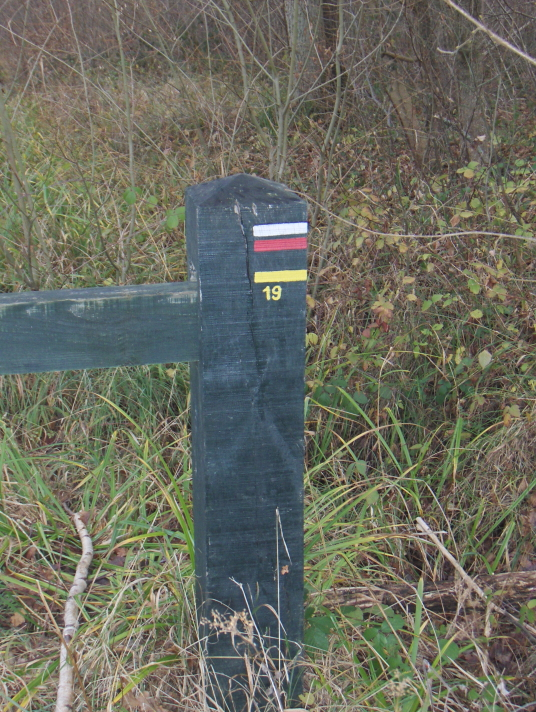
Segnaletica del sentiero GR 1 e del PR 19 nella foresta di Coye.

I sentieri che attraversano la foresta di Chantilly per percorsi escursionistici a piedi, sono divisi in GR (Grand tour) e PR (Petit tour) e ne descrivono la lunghezza ed il grado di difficoltà di percorrenza.
Tre sono i sentieri escursionistici del Grand Tour attraversano la foresta. Le GR 1 (Tour de Paris) si estende a sud della foresta. Esso parte da Luzarches, passa dalla gare d'Orry-la-Ville - Coye, si porta verso il fiume a sud degli stagni di Commelles attraversa il villaggio di Montgrésin ed il comune di Pontarmé verso la foresta d'Ermenonville. Il GR 11 (le grand tour de Paris) parte da Senlis e si porta in direzione di Saint-Maximin e attraversa il parco del Castello di Chantilly (più precisamente il parco di Sylvie), passa sotto la porta Saint-Denis e ridiscende verso il canale di Saint-Jean col quale attraversa il quartiere di Coq della città di Chantilly. Il GR 12 (sentiero Amsterdam-Paris) parte da Senlis, attraversa la foresta in prossimità della Table in direzione degli stagni di Commelles e si ricongiunge col percorso del sentiero GR 1. Infine, il GR 655, che si porta dal Belgio verso Santiago de Compostela attraverso Tours (Via Turonensis), ed il GR 12, biforcato a Coye-la-Forêt, che costeggia il bosco di Bonnet a nord e si ricongiunge col GR 1 a Viarmes.
Quattro sono invece i sentieri del Petit Tour che attraversano la foresta. Dall'Oise, parte il PR 19 che attraversa la città di Chantilly e la foresta a sud dell'ippodromo ed il PR 20 che effettua un giro del comune di Thiers-sur-Thève, verso la valle della Thève e sulla butte aux Gens d'Armes. Dalla Val-d'Oise, il PR 17 gira attorno a Royaumont attraversa il bosco di Bonnet ed il PR 19, sotto il comune di Luzarches, che attraversa l'estremità sud della foresta.
Esistono anche tre sentieri botanici nella foresta: il sentiero botanico di Champoleux nel comune di Coye-la-Forêt, il sentiero dello stagno di Commelle a Orry-la-Ville ed infine un sentiero situato lungo il Grand Canal di Chantilly.

## La foresta di Chantilly nelle arti

### Letteratura

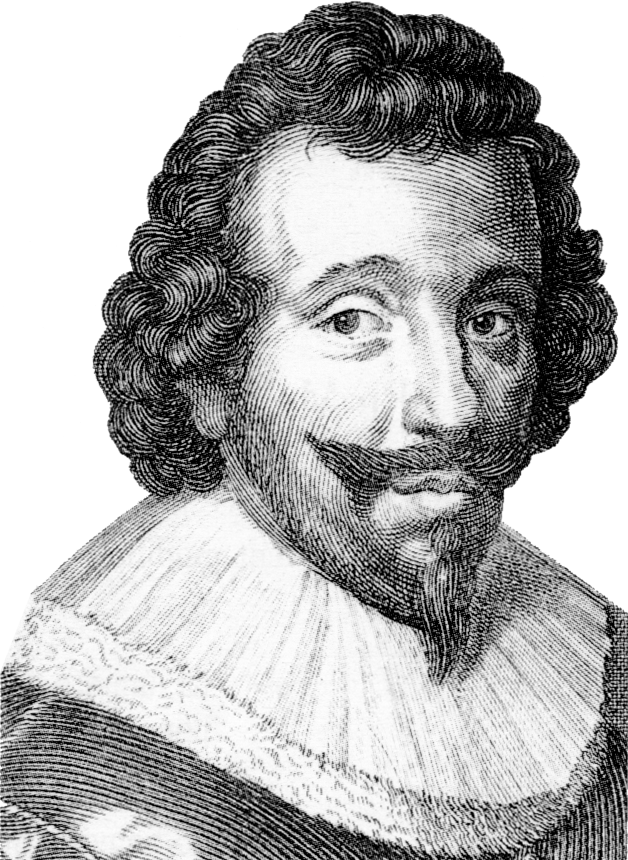
Théophile de Viau.

Diversi scrittori hanno parlato dei territori della foresta di Chantilly nelle loro opere. Théophile de Viau è stato senza dubbio il primo quando alloggiò stabilmente dal 1626 nel padiglione di Sylvie al castello di Chantilly. Situato al giorno d'oggi direttamente nel parco del castello, all'epoca il parco non era ancora stato distinto dal resto della foresta. In esilio, Théophile de Viau passò i suoi ultimi mesi di vita al castello, protetto da Maria Felicita Orsini. Qui scrisse le Odes à la maison de Sylvie, soprannome che diede alla sposa di Enrico II di Montmorency. Qualche anno più tardi, un altro poeta cantò le gesta di una dama nella medesima foresta: Jean-François Sarrasin, scrittore preziosista, scrisse verso il 1649 una Lettre escrite de Chantilly à Madame de Montausier, nella quale evoca scene di caccia nei boschi del castello.
Nel XIX secolo, Chateaubriand, nel sedicesimo libro delle sue Mémoires d'outre-tombe, evoca la foresta ed in particolare gli stagni di Commelles. Gérard de Nerval, originario del Valois, evoca invece la butte aux Gens d'Armes, la valle della Thève e gli stagni di Commelles nel suo Les Filles du feu, ed in particolare nella novella intitolata Sylvie.

### Pittura
Le prime rappresentazioni pittoriche della foresta sono legate alla pittura venatoria. Ad ogni modo le rappresentazioni topografiche della foresta sono invece tardive. Gli storici dell'arte hanno stimato che una tela attribuita a Pierre-Denis Martin intitolato Chasse de Louis XIV à Chantilly (anno 1690), sia una delle prime rappresentazioni della foresta attorno al castello. Bisognerà attendere la seconda metà del XVIII secolo per vedere la foresta nuovamente rappresentata in tavole di Jean-François Perdrix, pittore delle cacce del principe Luigi V Giuseppe di Borbone-Condé, anche se la maggior parte di queste tavole illustrano scene di caccia nei pressi del castello. Nel corso del XIX secolo i pittori di caccia rappresentarono regolarmente alcuni luoghi della foresta: principalmente l'area de la Table e degli stagni di Commelles.
Tra il 1850 ed il 1865, Jean-Baptiste-Camille Corot soggiornò a più riprese a Gouvieux. Oltre a qualche rappresentazione di paesaggi dei comuni e della valle della Nonette, egli realizzò una veduta di una Radura della foresta [di Chantilly] con cavaliere verso il 1855-1860. Paul Cézanne soggiornò a Chantilly nel 1885, e realizzò un certo numero di tele e disegni che rappresentavano la foresta. I casi di Corot e di Cézanne ad ogni modo restarono isolati e la foresta di Chantilly, contrariamente ad altre foreste dell'Île-de-France, ha riscosso poco interesse nell'arte figurativa.

### Cinema
La foresta è servita a più riprese come set cinematografico:
- 1956, Cenerentola a Parigi di Stanley Donen;
- 1962, L'uomo dalla maschera di ferro di Henri Decoin con Jean Marais;
- 1984, Frankenstein 90 di Alain Jessua;
- 1985, 007 - Bersaglio mobile della serie di James Bond, incarnato da Roger Moore e realizzato da John Glen[101];
- 1990, Lacenaire di Francis Girod;
- 1992, La zebra di Jean Poiret;
- 1992, Le Tronc di Karl Zéro;
- 1994, Le Nouveau Monde di Alain Corneau;
- 1998, Le Plaisir (et ses petits tracas) di Nicolas Boukhrief;
- 1999, Promenade de santé di Michel Ganz.